# Geschiedenis van Gelderland
De geschiedenis van Gelderland beschrijft de ontwikkeling van het gebied dat men tegenwoordig kent als "Gelderland". Dit was oorspronkelijk een nederzettingsgebied voor rondtrekkende jagers en verzamelaars, later werd het een woonplaats van trechterbekercultuurvolk. Het was in de oudheid een noordelijk grensgebied tussen het Romeinse Rijk (Germania Inferior) en de naburige Germaanse stammen. Vanaf de middeleeuwen ontwikkelde het zich  eerst van een graafschap tot een hertogdom, en uiteindelijk tot de tegenwoordige provincie Gelderland zoals die tot op heden bestaat.

## Prehistorie

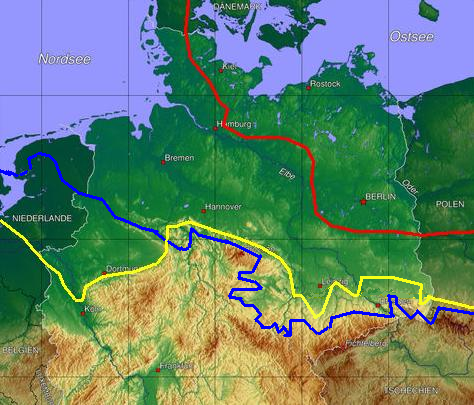
Maximale uitbreidingen van het Scandinavische landijs tijdens drie verschillende glacialen. Rode lijn: Weichselien; Gele lijn: Saalien; Blauwe lijn: Elsterien

### Vorming van een landschap
De vorming van het gebied dat men tegenwoordig als Gelderland kent werd tijdens de voorlaatste ijstijd, het Saalien, zo'n 150.000 jaar geleden in gang gezet. Landijs zorgde toen voor het ontstaan van enorme stuwwallen, waardoor de Veluwe en het kleinere Montferland zijn ontstaan. Bij Schaarsbergen ontstond een grote sandrvlakte door sediment uit het smeltwater. Zuidelijk van Harderwijk en bij Nunspeet ontstond tussen het ijs en de gevormde stuwwallen een glaciaal meer, waar zandige en kleiige glaciolacustriene afzettingen gevormd zijn. Toen het warmer werd brak een nieuwe tijd aan, het holoceen. In het subboreaal moet het gebied gaandeweg voor bewoning geschikt zijn geraakt. De eerste mensen zullen trekkende jager-verzamelaars rond 5500 voor Christus zijn geweest. Gelderland was waarschijnlijk een waterrijk, bebost gebied met veel vis, watervogels, bevers, reeën en ander wild.

### Neolithicum
De eerste bewoners kwamen vanuit Denemarken en het zuiden van Zweden. Vanaf ca. 7500 v.Chr. verspreidden zij de Maglemosecultuur  over een groot deel van noordelijk Europa, waarna de Kongemosecultuur en de Ertebøllecultuur elkaar snel moeten hebben gevolgd. In Gelderland namen omstreeks 4000 en 3200 v.Chr. de Neolithische trechterbekercultuur hun plaats in. De eerste bewoners in Gelderland vestigden zich op hoger gelegen delen in de Achterhoek en de Veluwe op de hoger gelegen zandgebieden waar talrijke grafheuvels nog altijd stille getuigen zijn van hun aanwezigheid. Men noemt hen Trechterbekervolk naar het gevonden aardewerk dat zij maakten, de zogenaamde Trechterbekercultuur. De grafheuvels zijn uit diverse perioden, waarvan iedere periode weer werd gekenmerkt door eigen gebruiken. In deze gebieden zijn talrijke grafheuvels gevonden van rond 3000 voor Christus. In Nederland zijn meer dan 3000 grafheuvels geregistreerd waarvan de meeste in Gelderland liggen, vooral op de Veluwe. Alle grafheuvels liggen op hogere gronden ten opzichte van het grondwater. De meeste grafheuvels zijn sinds de jaren 1960 aangewezen als rijksmonument. Zij leveren heden ten dage nog steeds veel onderzoeksmateriaal, waaronder vuistbijlen en potscherven.

### Germaanse stammen
De Chatten, Cherusken en Bataven waren enkele van de Germaanse volken die rond het begin van onze jaartelling nabij de grens van het Romeinse Rijk leefden. Ten noorden van de Liemers (vanaf Duiven en Zevenaar vandaar in de richting van het westen) zal globaal de grenslijn zijn geweest. Ten noorden van die lijn zoals in Doetinchem werden sporen van Romeins aardewerk gevonden, wat er op kan duiden dat er minstens handelscontacten moeten zijn geweest. 
De Germaanse volken waren vanwege hun strijdbaarheid en moed erg berucht bij de Romeinen. De Romeinen zagen er vanwege het aanhoudende Germaanse verzet van af, om zich permanent ten noorden van de Rijn te vestigen. 
De Romeinse geschiedschrijver Tacitus noemt de Chatten al in zijn verslagen, bijvoorbeeld in De origine et situ Germanorum. De Bataven zouden oorspronkelijk deel hebben uitgemaakt van de Chatten, waarvan zij zich na een conflict afsplitsten.
Veel stammen leefden in kleine nederzettingen, bestaande uit langhuisboerderijen. Hierin leefden meestal verschillende generaties grootfamilie en vee gezamenlijk onder een dak. Hun huizen waren van hout, al dan niet met leem bestreken vlechtwerk wanden met een strodak.

## Romeinse periode
De Limes (grens) van het Romeinse rijk liep dwars door Nederland, van de Noordzee langs de Rijn en Donau naar de Zwarte Zee. Zuidelijk van de Rijn lagen Romeinse forten en wachttorens verbonden door een weg. De oudste Romeinse resten zijn die van een grote castra op de Hunnerberg uit 15 voor Christus. Deze is slechts enkele jaren in gebruik geweest. 
Tussen 10 na Christus en 69 na Christus stichtten Romeinse soldaten een eerste nederzetting voor de Bataven, Oppidum Batavorum, op de plek waar nu een deel van het centrum van Nijmegen is.. Oppidum Batavorum groeide uit tot een nederzetting van Gallo-Romeinse handwerkslieden, handelaren, ambtenaren en magistraten. 
Dergelijke Bataafse nederzettingen bevonden zich eveneens ten noorden van de Waal  bij Lent en Oosterhout, waar vele vondsten uit de Romeinse tijd zijn gedaan. Belangrijk is in dit verband de Nijmeegse godenpijler. Deze zuil wordt door de Maastrichtse stadsarcheoloog Titus Panhuysen op 17 na Christus gedateerd, wat overeenkomt met het beëindigen van de campagnes van Germanicus tegen de Cherusken. Uit deze zuil en de vondsten op het Kopse Plateau heeft men geconcludeerd dat er zich op deze plek inderdaad een belangrijke Romeinse commandocentrale heeft bevonden.

### Bataafse Opstand
Tijdens de Bataafse Opstand in 69 onder Julius Civilis werd de nederzetting samen met de praetorium op het Kopse Plateau vernietigd.
Kort na deze opstand werd op de Hunnerberg Legio X Gemina pia fidelis gevestigd, waar veel van is teruggevonden. Langs de Waal, iets westelijker dan waar Oppidum Batavorum had gelegen, ontstond niet heel lang daarna een nieuwe nederzetting. Deze plaats moet tussen 98 en 102 van keizer Trajanus Romeinse stadsrechten hebben gekregen, onder de naam Ulpia Noviomagus Batavorum. Deze Romeinse stad geldt weer als de rechtstreekse voorloper van het huidige Nijmegen.

## Late Oudheid

### Val van het West-Romeinse Rijk
Na de Bataafse Opstand bleef het ca. 200 jaar relatief rustig. Zuidelijk van de Limes werden de goede landbouwgronden opgedeeld in percelen waarop soms een villa werd gebouwd. Er werden nieuwe plaatsen door de Romeinen gesticht, zoals het hiervoor genoemde Noviomagus. De Germaanse bevolking werkte op Romeinse landerijen, zij oefenden ambachten uit of dienden in het Romeinse leger. Zo was er de Romeinse dienstplicht ingevoerd waar het mannelijk deel van de bevolking aan werd onderworpen. Economisch gezien was deze cultuur voor het grootste deel op de behoeftes van Romeinse garnizoensplaatsen langs de Rijn gericht. 
Vanuit het noorden vielen andere Germaanse stammen regelmatig Romeinse grensnederzettingen aan. Met de ondergang van het West-Romeinse Rijk in de 5e eeuw kwam er een einde aan 400 jaar strijd tussen Germaanse volken en de Romeinen. In dezelfde tijd vond de Grote Volksverhuizing plaats, toen de Germaanse stammen van de Vandalen, Sueven en Alamannen in 406 de Rijn over staken en oprukten naar het zuiden. De Vandalen trokken daar al plunderend door Gallië en staken in 409 zelfs de Pyreneeën over. In het noordoosten van het huidige Gelderland is nog altijd een Nedersaksische cultuur bewaard gebleven met oeroude kenmerkende tradities.

### Werenfried en Liudger
De Betuwe lag vanaf halverwege 7e eeuw binnen de invloed van de tot het christendom bekeerde Franken. In 726 schonk Karel Martel zijn landgoederen rond Elst aan bisschop Willibrord. Mogelijk vindt daar de eerste kerkstichting door Werenfried van Elst in Gelderland plaats. Met behulp van monniken stichtte hij een kloostergemeenschap om daar de heidense volken te kerstenen. Liudger kreeg opdracht van Karel de Grote de kerstening in het westelijk deel van het Saksisch gebied (de huidige Achterhoek) te kerstenen. Hij stichtte kerken in Wichmond en Zelhem. Nadat het Saksisch gebied definitief was onderworpen, werd Liudger in 805 tot bisschop van Münster gewijd. Een groot deel van de Achterhoek maakte in de middeleeuwen deel uit van dit bisdom.

## Middeleeuwen

### Karel de Grote

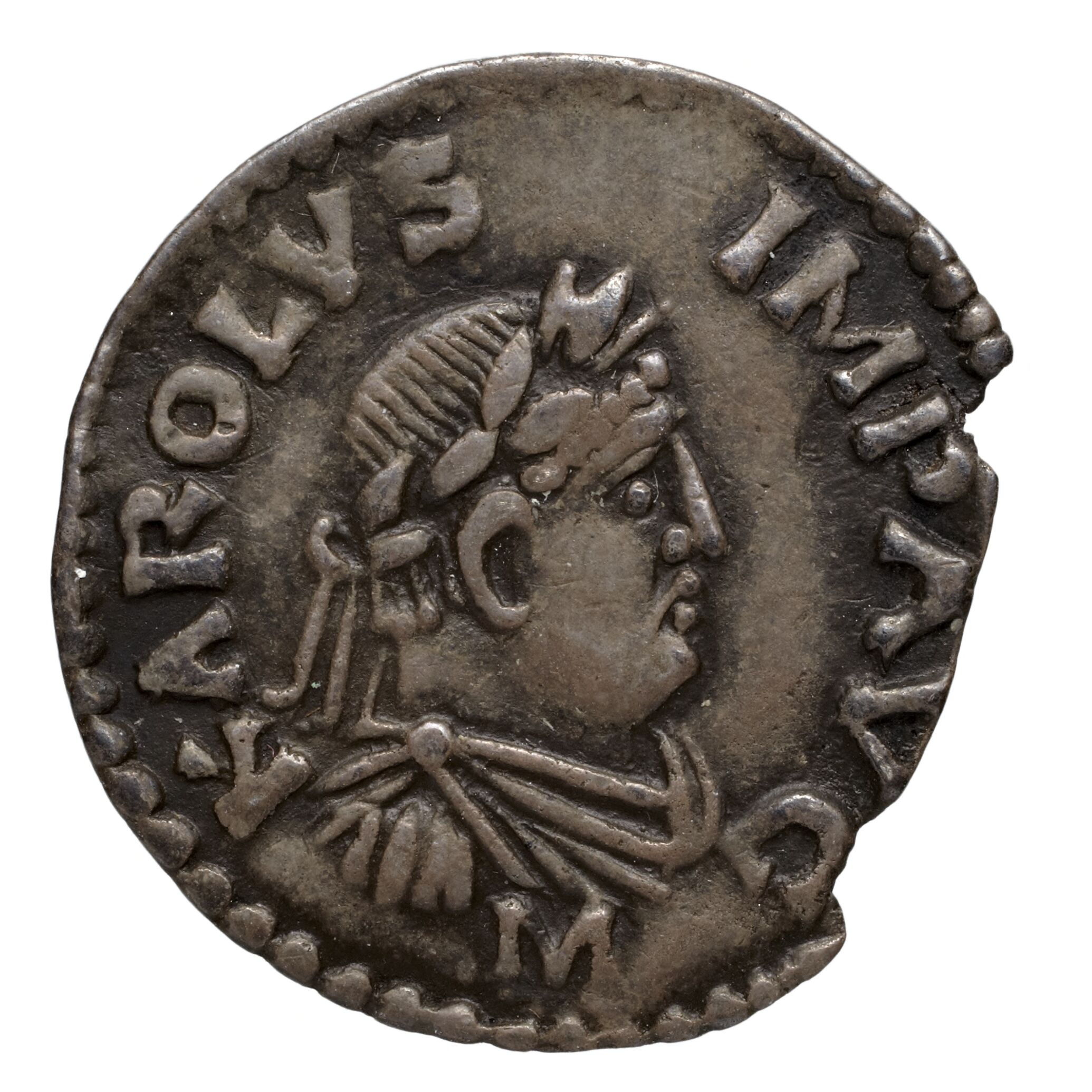
Een munt van Karel de Grote met het opschrift KAROLVS IMP AVG ("Carolus Imperator Augustus")

Tijdens de 8e eeuw maakte het gebied van het huidige Gelderland deel uit van het rijk van Karel de Grote. De verovering van het land en de kerstening van de Saksen was tijdens zijn regering een van de belangrijkste speerpunten. 
De verovering werd in drie fasen uitgevoerd, grotendeels vanuit Nijmegen. In de Karolingische tijd was deze plaats als bestuurscentrum in handen gevallen van Frankische koningen. Karel de Grote nam in 770 de gelegenheid te baat op het Valkhof een van zijn paltsen te bouwen. Deze Valkhofpalts werd de eerste paar eeuwen daarna een belangrijke bestuurlijke plek binnen het Frankische Rijk. Karel de Grote vierde er zelf viermaal het paasfeest, de belangrijkste gebeurtenis van het kerkelijk jaar. In 830 vond er bovendien het overleg tussen Lodewijk de Vrome en de tegen hem rebellerende zoons plaats. De Noormannen namen de palts rond 880 in en stichtten er brand, en in 1047 moet de palts uiteindelijk zijn vernietigd. 
Het huidige Nijmegen stond inmiddels bekend onder de naam Numaga. Keizer Frederik Barbarossa van het Heilige Roomse Rijk verving de Valkhofpalts omstreeks 1150 door een grote burcht. Hiervan resteren tegenwoordig nog twee kapellen, het overige deel van dit complex werd in 1796 gesloopt (na het beleg van 1794 waarbij de stad in Franse handen kwam).

### Scholtengoederen
In Gelre kende men graven, hertogen, adel, kerken en kloosters als grondbezitters. Daarvoor bestond een ingewikkeld leenstelsel waarbij rentmeesters weer als toezichthouders werden aangesteld. In het Graafschap Zutphen kende men sinds de 10e eeuw een afwijkend stelsel, dat tot in de 18e eeuw gebruikt zou worden. Horigheid en het Lohnse hofrecht. Een schulte was in de Middeleeuwen de bewoner van een hof, de belangrijkste boerderij van een grootgrondbezitter in een regio. Ze waren de zaakwaarnemers van de heer en waren verantwoordelijk voor het innen van de opbrengst en het vervoer daarvan naar de heer. Daarnaast hadden ze een militaire functie om de bijbehorende boerderijen te beschermen. De families Roerdink, Arentzen, Heijink, Lintum, te Bokkel en Borninkhoff waren tegeders en behoorden van oudsher tot de zogenaamde scholtenstand, een klasse van welgestelde grote boeren onder Aalten en Winterswijk. Hun winsten werden omgezet in grondaankopen, waardoor zij hun bezittingen telkens konden uitbreiden. Zo bereikte het oude scholtengoed Lintum in het Woold bij Winterswijk, dat in 1700 ongeveer 80 hectare groot was, in 1780 een omvang van 600 ha. Door hun bijzondere rechtspositie en hun grote materiële voorspoed groeiden de Bredevoortse hofhorigen allengs uit tot een aparte boerenstand die zich ver verwijderd achtte van de gewone boeren uit de omgeving. De betrekkelijk lage horigheidslasten zoals die waren vastgelegd in het uit 1363 daterende Lohnse hofrecht, alsmede de mogelijkheid om buiten het hofhorige goed, de saalwere, tevens allodiaal goed te verwerven dat buiten het hofverband gehouden kon worden, droegen in niet geringe mate bij aan deze ontwikkeling. Pas in de 17e eeuw verwaterde de functie van de schulte en gingen alle belangrijke horige boeren zich 'scholte' noemen.

### Vorming van steden
Van de 11e tot de 14e eeuw kwamen de steden in het gebied van het huidige Gelderland tot ontwikkeling. Plaatsen die tot dan toe nederzettingen waren kregen stadsrechten, waarop een stadsbestuur en eigen regelgeving werden gevormd. Vooral Otto II speelde daarin een grote rol. Mogelijk verleende hij aan negenentwintig plaatsen stadsrechten, waardoor hij onder andere de bijnaam "de Stedenstichter" heeft. Sommige steden ontwikkelden zich zelf als kleine onafhankelijke staatjes. Dat alles door groeiende productiviteit in de landbouw, een bevolkingstoename en handel. Veel steden ontstonden op strategische plaatsen waar land- of waterwegen elkaar kruisten. De Rijn, de Waal, de IJssel en de Maas waren belangrijke verkeersassen. Toen steden als Keulen, Dordrecht, Deventer en Kampen een dominante rol gingen spelen, profiteerden Gelderse steden daarvan met handel in doorvoer. Vervoerd werd o.a. aardewerk, graan, hout, vis, wijn, ijzer, steenkolen en zuivel.

### Van graafschap tot hertogdom

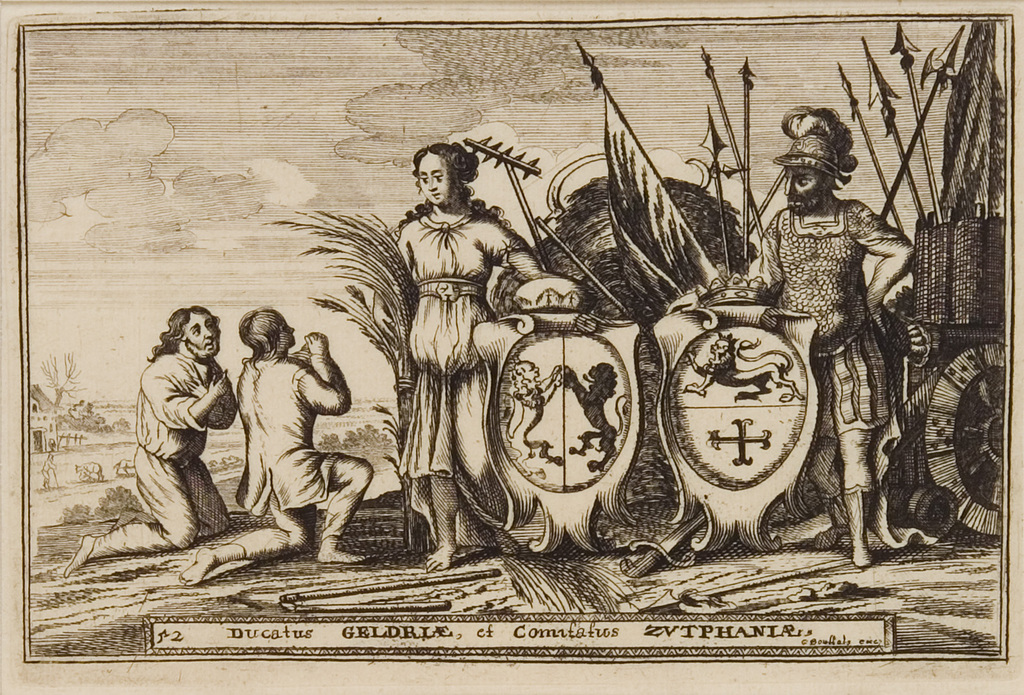
Allegorische voorstelling: het hertogdom Gelre en graafschap Zutphen vormen een unie

Graaf Reinald I verwierf binnen het Heilige Roomse Rijk de status van rijksvorst en wist het gebied Gelderland tot een hechtere eenheid te smeden. Onder Rooms-koning Hendrik VII werd Nijmegen in 1230 Rijksstad, middels de verlening van stadsrechten op basis van de rechten van de stad Aken. Dit hield concreet in dat de stad een eigen stadsbestuur en eigen rechtspraak kreeg. Kort daarop, op 8 oktober 1247, kwam de Rijksstad met het Rijk van Nijmegen echter in Gelderse handen. Dit zou hierna definitief zo blijven. Graaf Otto II van Gelre en Zutphen kreeg de stad als onderpand van de armlastige Rooms-Koning Willem II (die tevens graaf van Holland was). Doordat deze lening nooit werd afbetaald, bleef Nijmegen voortaan Gelders. 
Onder Reinald II werd het Graafschap Gelre in 1339 door de Duitse keizer Lodewijk IV tot hertogdom verheven, officieel 'Hertogdom Gelre en Graafschap Zutphen' genoemd. De Gelderse hertogen reisden constant met hun gevolg door hun rijk, maar wezen uiteindelijk in de 15e eeuw Arnhem aan als voornaamste residentie. De hertogen werden bestuurlijk bijgestaan door ridders. Bij vergaderingen met de hertogen verwierven de vier voornaamste hoofdsteden sinds de 14e eeuw steeds meer macht; dat waren Nijmegen, Zutphen, Roermond en Arnhem. Iedere hoofdstad vertegenwoordigde een deel van Gelre dat men kwartier noemde. Zodoende bestond Gelre vanaf de tweede helft van de veertiende eeuw uit vier kwartieren met aan het hoofd vier hoofdsteden. Vergaderingen vonden plaats tijdens kwartier- en Landdagen.

## Hertogdom Gelre

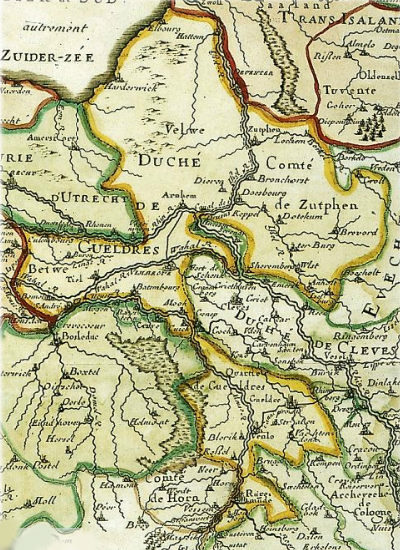
Gelre en haar kwartieren.

De oorsprong van deze heerlijkheid ligt in drie plaatsen. Twee hiervan liggen bij de rivier de Niers, namelijk Geldern en Pont. Een derde, meer zuidelijk, is de stad Wassenberg aan de rivier de Roer. Hier ontving de eerste heer, Gerard I Flamens, in 1021 van keizer Hendrik II het land van Gelre.
De eerste graaf van Gelder is Gerard IV van Wassenberg (1060-1129). Diens kleinzoon, Hendrik I (1131-1182) huwt Ermgard, dochter van Graaf Otto I van Zutphen, en verwerft zo het graafschap Zutphen (vanaf 1179). Zoon Otto I (1182-1206) is de eerste graaf van Gelre en Zutphen. Hij neemt deel aan de derde kruistocht. Geleidelijk breidt het Gelders gebied zich uit en in 1248 verwerft graaf Otto II (bijgenaamd 'de Lamme'), wegens zijn hulp aan Rooms-Koning Willem II de rijksstad Nijmegen.
Gelre bestond toen uit vier kwartieren: Kwartier van Arnhem, Kwartier van Nijmegen, Kwartier van Zutphen en het Kwartier van Roermond. Vier sluitstenen op de gevel van het Duivelshuis in Arnhem geven een goede indruk van de verhoudingen binnen het hertogdom in de 16e eeuw. De teksten slaan op de hoofdsteden van de vier kwartieren: Nijmegen de oudste, Roermond de stoutste (=dapperste), Zutphen de rijkste, Arnhem de genoeglijkste.
Aan de Gelderse gebiedsuitbreiding kwam onder Reinald I een einde met de Slag bij Woeringen in 1288. Reinald II huwde de zuster van Edward III, koning van Engeland. Door diens bemiddeling wordt Gelre in 1339 door keizer Lodewijk de Beier tot hertogdom verheven. In deze periode ontstond ook de oprichting van de Staten van Gelre en Zutphen, dat samen met het Hof van Gelre en Zutphen basis zou worden voor het Gelders bestuur. De landdagen werden wisselend in een van de Gelderse hoofdsteden (Arnhem, Nijmegen, Roermond en Zutphen) van de vier kwartieren gehouden. Deze regeringsvorm zou tot in de tijd van de Bataafse Republiek blijven bestaan, op 22 januari 1798 werd zij opgeheven.

### Gebroeders Van Limburg
De Gelderse cultuurdragers rond de 14e eeuw zijn onbetwist de Gebroeders Van Limburg Paul, Herman en Johan van Limburg, telgen uit een Nijmeegse kunstenaarsfamilie. Zij zijn belangrijke Gelderse illuminatoren en miniaturenschilders. Zij maakten hun werk in opdracht van de hertog van Berry dat door kunsthistorici tot de absolute hoogtepunten van de middeleeuwse schilderkunst wordt gerekend.

### Gelderse Oorlogen
In 1464 werd Karel van Gelre in Grave geboren. Hij voerde samen met zijn maarschalk Maarten van Rossum en Groningen en de Ommelanden en Friesland (Het Sticht Utrecht, Oost-Friesland en de Saksische hertogen van Friesland kunnen gezien worden als aparte partijen) jarenlang oorlog tegen de Habsburgse vorsten van de Bourgondische Nederlanden om de macht in Gelre. De kosten werden terug "verdiend" door buit te maken in de vorm van goederen. Dat resulteerde in de Gelderse Oorlogen die zich uitbreidden in de Nederlanden in Holland, Vlaanderen en Brabant. De Gelderse Oorlogen raakten verstrengeld met diverse "vetes" zoals de Saksische Vete (1514-'17), Gelderse Vete en de Gravenvete. De Gelderse Oorlogen eindigden met de Derde Gelderse Successieoorlog in het voordeel van de Habsburgers.

## Nieuwe Tijd

### Verovering door Karel V
Met ingang van 1543 maakte Gelderland als Staten van Gelderland deel uit van de door Karel V veroverde Nederlandse gewesten. Karel V was er namelijk in geslaagd om de hertog van Gelre in oorlogen te verslaan, die uiteindelijk moest toezien hoe zijn hertogdom werd ingelijfd bij de overige door Karel V veroverde gewesten. De Staten van Gelderland werden door een stadhouder en later door een raadpensionaris vertegenwoordigd bij de Staten-Generaal. Veel steden werden versterkt naar de nieuwste inzichten van vestingbouwkunde.

### Reformatie
Al sinds eind 14e eeuw was de Moderne Devotie vanuit Deventer verspreid over een groot deel van Gelre en Zutphen. De Moderne Devotie richtte op een sobere en meer persoonlijke geloofsbeleving, waardoor mogelijk de impact van de Reformatie in Gelre beperkt bleef. De Gelderse stadhouder Jan VI van Nassau-Dillenburg was evenals zijn andere broers Luthers opgevoed, maar ging in 1572 uit overtuiging over tot het calvinisme. In 1577 was hij in de Nederlanden, en fungeerde hij korte tijd als stadhouder van Gelre. In 1579 vervulde hij een belangrijke rol bij de totstandkoming van de Unie van Utrecht met als doel samen met de andere protestantse gewesten tegen Spanje te vechten. Vanaf de jaren 1570 gingen de eerste Gelderse steden over tot de nieuwe religie. De Staten van Gelre verboden uiteindelijk katholieke gebruiken en dwongen pastoors tot een keuze. Veel adellijke families bleven echter wel katholiek. In hun huiskapellen boden zij medekatholieken de gelegenheid de mis bij te wonen. Na de Vrede van Münster in 1649 werden alle katholieke goederen door de Staat geconfisqueerd en werd de Nederduitse Gereformeerde kerk de staatskerk van de Republiek der Zeven Verenigde Nederlanden. De Reformatie leidde ertoe dat mensen niet langer het katholieke geloof mochten uitoefenen. Onder leiding van de bisschop van Münster werden dan missieposten zoals bijvoorbeeld onder andere de Kruiskapel in Hemden en de Sint-Michaelskerk in Suderwick langs de landsgrenzen van het Bisdom Münster opgericht door bisschop Christoph Bernhard von Galen. Sommige van de missieposten bestaan nog altijd, en zijn nog steeds in gebruik.

### Tachtigjarige Oorlog
In 1581 verklaarden de noordelijke steden en gewesten zich onafhankelijk van Spanje. Samen vormden zij de Republiek der Zeven Verenigde Nederlanden. Deze actie zou uitmonden in de Tachtigjarige Oorlog en de reformatie. De hertog van Alva trok met een leger van 10.000 soldaten Gelre en Zutphen in. Hij richtte in de Republiek de Raad van Beroerten op, en liet de verantwoordelijken voor de opstand straffen. Om dat leger te bekostigen werden nieuwe belastingen ingevoerd, onder andere de gehate Tiende Penning. Het Graafschap Zutphen werd binnengevallen door de graaf Van den Bergh tijdens Oranjes tweede invasie. Om de opstand te breken viel Alva de opstandige steden aan. Tijdens Don Frederiks veldtocht werden honderden inwoners van Zutphen vermoord om een hard voorbeeld te stellen. De eerste jaren waren zwaar in Gelre en Zutphen, het gebied had economisch zwaar te lijden onder de opstand. Vanuit Zutphen en Deventer stroopten de Spanjaarden het land af, waarbij bevolking geld en goederen werden ontnomen, waardoor zich weer een derde partij ontwikkelde, een boerenopstand onder de naam: "Desperaten". De staatsen boekten wisselend succes in deze tijd, bijvoorbeeld tijdens het ontzet van Lochem door graaf Filips van Hohenlohe-Neuenstein en Willem Lodewijk van Nassau-Dillenburg op 24 september 1582. Dit betekende het einde van de Spaanse belegering van deze stad door de Spaanse veldheer Francisco Verdugo en koningsgezinde Jacob van Bronckhorst-Batenburg. Er was ook tegenslag, zoals de mislukte belegering van Zutphen (waar het beleg waarschijnlijk gestaakt werd vanwege de dood van Willem van Oranje op 10 juli). Bij de slag bij Terborg, een veldslag bij de stad Terborg, zeven kilometer ten zuidoosten van Doetinchem, door Spaanse en Beierse legereenheden tegen het verzamelde leger van de Keulse bisschop Gebhard I van Waldburg op 31 maart 1584, werd een deel van het Keulse leger vernietigend verslagen. De slag bij Warnsveld was een confrontatie op 22 september 1586 tussen het staatse leger, met daarin veel Britse eenheden, en troepen die namens Spanje vochten. Het staatse leger had als doel de bevoorrading van Zutphen door de Spanjaarden te beletten, maar slaagde daar niet in. De aanslag op Nijmegen voltrok zich in de nacht van 10 op 11 augustus 1589. Maarten Schenk van Nydeggen, een staatse krijgsoverste van ongeveer 200 soldaten, overviel 's nachts de stad, waar men echter voorbereid was en de indringers verdreef. Maurits' veldtocht van 1591 bracht wat rust. Maurits van Oranje wist Knodsenburg te ontzetten, en de steden Nijmegen en Zutphen in te nemen. Het graafschap Zutphen, oostelijk gelegen van de IJssel, bleef lange tijd Spaans. In deze tijd werden steden als Bredevoort en Groenlo versterkt volgens de laatste principes van de vestingbouwkunde. De eerste omslag kwam tijdens Maurits' veldtocht van 1597. Groenlo en Bredevoort werden ingenomen. Groenlo werd echter in 1606 heroverd door de Spanjaarden onder leiding van Ambrogio Spinola. Daarna zou het meer dan twintig jaar duren voordat Groenlo definitief onder staatsbestuur kwam.
In 1599 was er nog het beleg van Zaltbommel, de belegering door Spaanse troepen van de stad Zaltbommel waarbij de Spanjaarden na verloop van tijd het beleg moesten opgeven, waardoor de stad staats bleef. Het Beleg van Grave (1602) was de belegering van de Spaans overheerste stad Grave onder leiding van Maurits van Oranje. Na een belegering van bijna twee maanden gaf de stad zich over op 20 september 1602. In 1606 vonden belegeringen plaats in Bredevoort, Lochem en Groenlo. Tijdens de eerste inval van de Veluwe, viel graaf Hendrik van den Bergh plunderend het Kwartier van Veluwe en een deel van het graafschap Zutphen binnen door gebruik te maken van de ingevallen strenge vorst. Hij trok met 6.000 soldaten de bevroren IJssel over om de steden Arnhem, Dieren en het dorp Ede te plunderen. Pas in 1627 was heel Gelre staats na het Beleg van Groenlo door Frederik Hendrik van Oranje, hoewel in 1629 nog gevochten werd op Gelderse grond, door de tweede inval van de Veluwe een afleidingsmanoeuvre in een samenwerking tussen Spaanse en Keizerlijke legers, in een poging het Beleg van 's-Hertogenbosch te breken. De inval vond plaats onder leiding van Hendrik van den Bergh en Ernesto Montecuccoli.

### Stadhouders
Na de verovering van Gelre en Zutphen door Karel de Stoute brak het tijdperk van de stadhouders aan. Nadat Karel van Gelre het hertogdom in handen kreeg werden behalve de jaren 1492 - 1504 door hem en zijn opvolger Willem van Kleef stadhouders aangesteld. Tijdens de Tachtigjarige Oorlog maakt Gelre (met uitzondering van het Overkwartier) zich los van de Spaanse koning Filips II. Alle stadhouders werden aangesteld over Gelre en Zutphen die feitelijk al een eenheid waren geworden. Vanaf de Tachtigjarige Oorlog waren er maar liefst zeven leden uit het geslacht van Oranje/Nassau die als stadhouder van Gelre en Zutphen aangesteld waren. Zij wisten steeds meer bezit te verwerven. Het graafschap Buren werd door huwelijk tussen Willem van Oranje en Anna van Egmond verworven. Vele heerlijkheden zouden volgen waarmee hun politieke machtsbasis groeide. Men kocht domeinen aan zoals het Hof te Dieren en Het Loo. De Staten van Gelre en Zutphen schonken Willem III van Oranje de heerlijkheid Bredevoort. Willem V van Oranje-Nassau voegde in 1777 de heerlijkheid Borculo en de heerlijkheid Lichtenvoorde toe aan hun bezittingen.

### Splitsing van het hertogdom Gelre
Als gevolg van de Tachtigjarige Oorlog werd het hertogdom Gelre gesplitst. De drie noordelijke kwartieren namen deel aan de Unie van Utrecht (1579) en gingen daarna deel uitmaken van de Republiek der Zeven Verenigde Nederlanden.
Het Overkwartier, het "hoger gelegen" deel dus, kwam als Opper-Gelre of Spaans Gelre in handen van de Spaanse koning als deel van de Zuidelijke Nederlanden. Deze situatie werd bij de Vrede van Münster 1648 geconsolideerd. In dat Opperkwartier waren naast Gelder ook Venlo en Roermond belangrijke plaatsen.

### Hollandse Oorlog

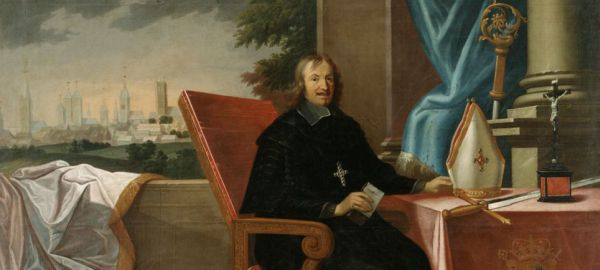
Bernard von Galen

Het jaar 1672 staat in de canon van de Nederlandse geschiedenis bekend als het Rampjaar. In dat jaar begon de Hollandse Oorlog en werd de Republiek der Zeven Verenigde Nederlanden aangevallen door Frankrijk (met steun van Engeland), Münster en Keulen, onder leiding van Bernard von Galen en Maximiliaan Hendrik van Beieren. De kracht van de Republiek lag bij de Hollandse vloot, maar aan het landleger werd niet veel aandacht geschonken. Onderhoud voor vestingwerken werd verwaarloosd. De grenssteden langs de Rijn zoals Bredevoort, Groenlo, Rijnberk, Rees, Wesel en Emmerik waren volgens afspraak door genoeg soldaten bezet, maar de gevechtskracht van deze steden had niet veel meer om het lijf. De legers trokken op 12 juli 1672 over de Rijn bij Lobith en versloegen het zwakke leger van de Republiek en bezetten snel veel grondgebied in het Landschap Twente en het Kwartier van Zutphen. Steden als Borculo, Bredevoort, Groenlo, Zutphen vielen als rijpe appels in de mand van de aanvallers. Er was grote paniek in het land. Volgens een bekend Nederlands gezegde was "het volk destijds redeloos, het land reddeloos en de regering radeloos". Met name de Fransen hielden flink huis, zij richtten veel schade aan. Vooral kastelen werden geplunderd en in brand gestoken, zoals Kasteel Amerongen, Kasteel van Wageningen, het Slot van Well, Kasteel Culemborg en Tolhuis (Lobith) waarvan sommige niet meer bestaan sinds die tijd. Een nederlaag leek nabij en er werden al snel vredesonderhandelingen gestart waarbij de Republiek er zeer ongunstig vanaf leek te komen. Door inzet van de Hollandse waterlinie kon de opmars van het Franse leger echter tot stilstand worden gebracht. Op zee wist de Republiek echter successen te boeken. De Frans-Engelse vloot werd onder leiding van Michiel de Ruyter verslagen waardoor de Nederlandse positie verder werd versterkt. De Republiek wist Spanje en het Heilige Roomse Rijk aan haar kant te krijgen. Uiteindelijk was dit voldoende voor Engeland en de bisdommen om in 1674 een vredesverdrag te sluiten.

### Vrede van Nijmegen

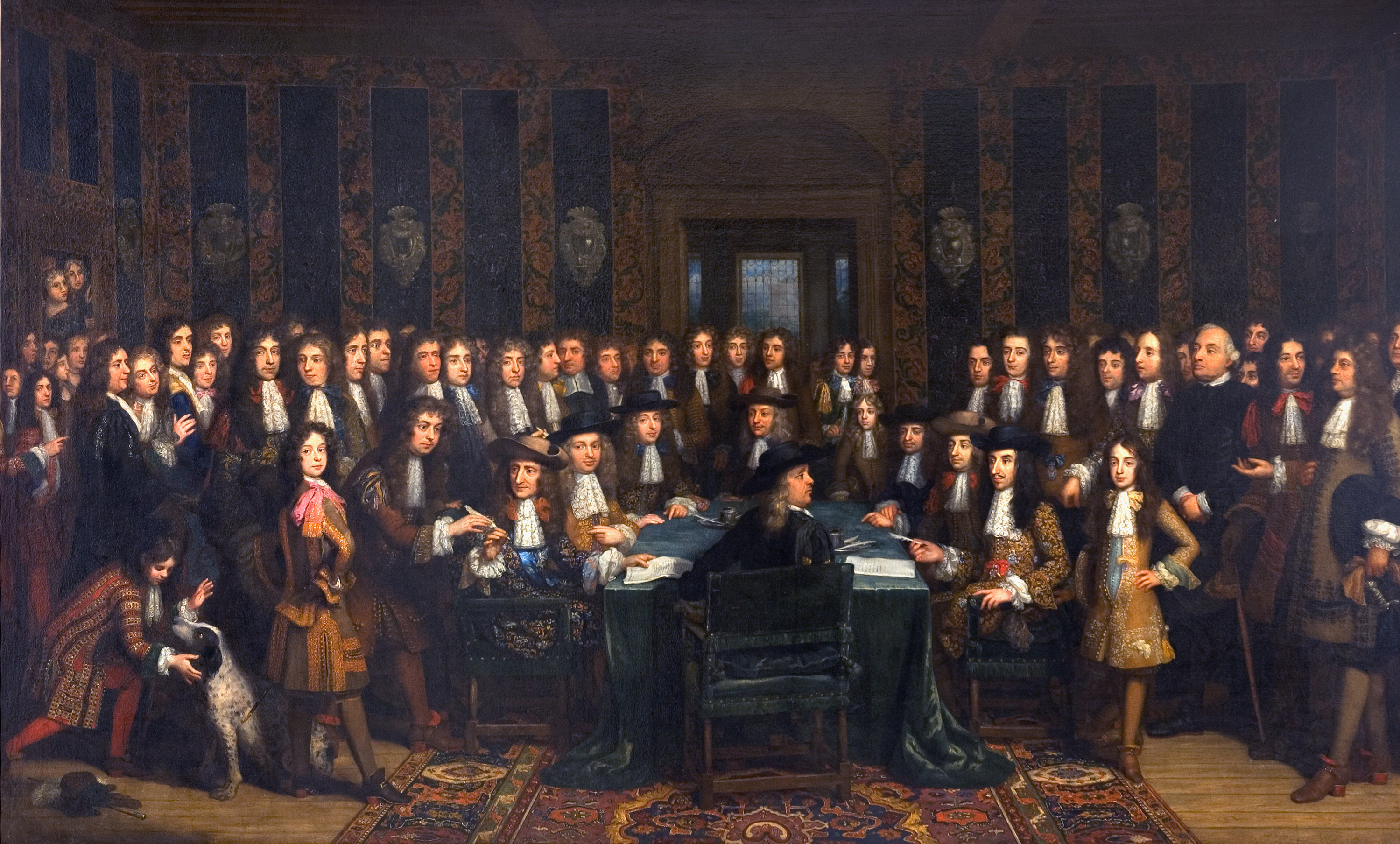
De ondertekening van de Vrede tussen Frankrijk en Spanje (Henri Gascard)

Na het rampjaar werd gekozen voor Nijmegen als stad die het internationale vredescongres zou huisvesten. De oorlogsschade in deze stad werd haastig hersteld en het protestantse Nijmegen werd tot neutrale stad verklaard tot vijftien mijlen rondom de stadswallen. Vertegenwoordigers van de Republiek, Frankrijk, Spanje, het Heilige Roomse Rijk, Zweden en Münster en een pauselijke afvaardiging waren aanwezig. Ze werden allen met verbazing gadegeslagen door de lokale bevolking, die zo’n schouwspel in hun straten niet gewend was. Er gold een algemeen verbod op het dragen van wapens. Er vonden toch regelmatig schermutselingen plaats tussen genodigden. Op 11 augustus 1678 werd dan de vrede tussen de Republiek en Frankrijk getekend, waarin overeen werd gekomen welke gebieden van de zuidelijke Nederlanden in het bezit van Frankrijk zouden komen en welke niet. Het jaar erop, in 1679, werden nog vier verdragen afgesloten en onbetaalde rekeningen achtergelaten. Doordat Frankrijk en de Nederlanden vrede sloten, zagen tevens Spanje en de Duitse keizer zich verplicht de Franse macht te erkennen
.

### Pannerdensch Kanaal

Afvoerverdeling

Na de militaire conflicten gedurende het Rampjaar bleken Franse en Munsterse troepen in eenvoudig in staat om Nederland in te nemen. Daarom werd tussen 1701 en 1709 het Pannerdensch Kanaal aangelegd. De Nederrijn en de IJssel bleken zwakke plekken in de landsverdediging te zijn. Onder leiding van Menno van Coehoorn was tussen de Waal bij Pannerden en de Nederrijn bij Peppelgraaf een retranchement aangelegd. Daaromheen lag een gracht die omgevormd werd tot een kanaal. Het Pannerdensch Kanaal werd als verdedigingslinie aangelegd, eerst nog zonder een verbinding met de Rijn en de Waal. Deze verbinding werd enkele jaren later uitgevoerd, om de watertoevoer naar de IJssel en Neder-Rijn veilig te stellen. Het kanaal is zes kilometer lang en heeft een breedte van honderdvijfendertig meter. In 1798 werd Rijkswaterstaat opgericht voor het beheer en onderhoud van het kanaal. Formeel vond de opening van het kanaal plaats op 14 november 1707, echter in de nacht van 19 op 20 augustus datzelfde jaar, overstroomde een zomerkade die het water tegenhield. De volgende morgen voer een Arnhemse schipper als eerste door het kanaal. In de 19e eeuw werd het kanaal opnieuw onderdeel van de landsverdediging. Fort Pannerden werd aangelegd om de Hollandse Waterlinie te verzekeren. Enkele kilometers stroomafwaarts van Lobith werd de Sterreschans opgeworpen. Men neemt aan dat deze om dezelfde reden werd aangelegd als het fort Pannerden.  Het kanaal heeft nog altijd een belangrijke functie in verband met afvoer van regen- en smeltwater. Door middel van sluizen en stuwen wordt het water verdeeld over de Waal en het kanaal, daarna over de IJssel en de Nederrijn. Door de aanleg van het kanaal is het Gelders Eiland ontstaan.

## Franse-Bataafse tijd

### Bataafse Republiek
Tussen 1795-1813 vonden op staatkundig en bestuurlijk terrein grote veranderingen plaats. De kwartieren en daarmee hun zelfstandigheid gingen in 1813 op in een eenheidsstaat. De aloude organisatie van bestuur, rechtsbedeling en openbare financiën van voor 1795 is in 1813 nog weinig over. Na de aftocht van de Fransen kwam er niet veel meer voor terug. Kenmerkend voor deze jaren zijn de vele, snel opeenvolgende, soms drastische veranderingen in de overheidsorganisatie. Nieuwe organen worden ten tonele gebracht, soms voor zeer korte tijd, steeds wisselende namen en/of competenties en/of personele samenstelling. De staatsgreep van de Unitarissen op 22 januari 1798 betekende het einde van de kwartierlijke soevereiniteit en het ancien régime. Zij werden "intermediaire besturen", die slechts enkele financiële zaken mochten afhandelden. De banden met de steden en hun ambten waren komen te vervallen. De gewestelijke en plaatselijke besturen moesten worden gezuiverd van de federalistische en gematigde elementen, die weigerden de "eed van afkeer van het Oranjehuis en het federalisme" af te leggen. Daarnaast moesten gemeentelijke herindelingen worden uitgevoerd, met incorporatie van de opgeheven heerlijkheden. Het grondgebied van Gelre en Zutphen werd maar liefst in drie departementen verdeeld. Het noorden van de Veluwe (ongeveer de lijn Amersfoort-Apeldoorn) werd aan het departement van de Oude IJssel toegevoegd, het gebied noordelijk van de Waal met een deel van Utrecht en een deel van Zuid-Holland tussen de Merwede en Lek werd aan het departement van de Rijn gevoegd, het deel zuidelijk van de Waal werd aan het departement van de Dommel gevoegd. Ieder departement werd in zeven ringen verdeeld.
De freule van Dorth verwierf landelijke bekendheid door haar executie na gebeurtenissen vanaf 14 september 1799, toen in de heerlijkheid Bredevoort de staat van beleg werd afgekondigd in het oosten van graafschap Zutphen. Tweehonderd soldaten van de nationale garde en honderd Franse soldaten werden daarheen gezonden om de vesting Bredevoort te versterken. Toen op 27 augustus 1799 op de Noord-Hollandse kust een Engels-Russisch invasieleger landde, poogde oranjegezinde August Robert van Heeckeren van Suideras op 5 september een inval vanuit Pruisen om een oranjerevolutie uit te lokken ten gunste van de in Engeland verblijvende erfprins van Oranje-Nassau. De oranjepartij in Lichtenvoorde liet van zich horen, onder leiding van de freule reden ze de naar Groenlo, waar het gerucht rondging dat de erfprins zich daar zou bevinden, maar deze kwam niet opdagen. Intussen was in Lichtenvoorde een vooraanstaande patriottische herbergier om het leven gebracht. Toen de freule dat hoorde had ze daarover haar tevredenheid uitgesproken, waarmee zij haar lot bezegelde. Op 18 september werd de freule gearresteerd op verdenking van "oproerstokerij" en betrokkenheid bij de moord. Ze werd opgesloten in Arnhem. Op 5 oktober werd ze onder een militair tribunaal gesteld in Winterswijk alwaar zij als afschrikwekkend voorbeeld werd veroordeeld tot de doodstraf.

### De Gelderse adel

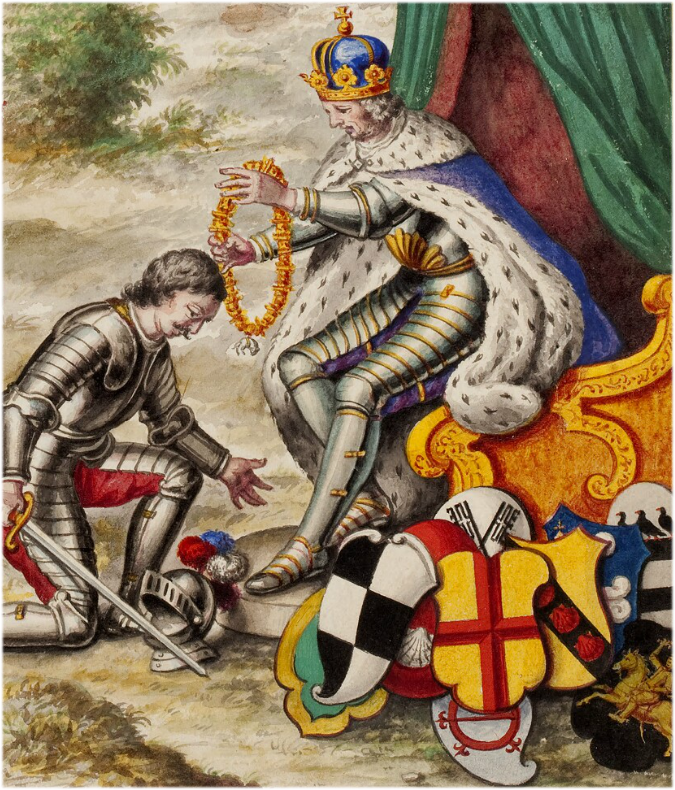
Uitreiking orde van het Gulden Vlies, onder wapens van: Van Laer, Van der Schuren, Van Keppel, Schimmelpenninck, Van Heeckeren, Rouwenoort, Van der Capellen, Van Lintelo, Van Nagell, Ripperda.

Het platteland in Gelderland werd sinds oude tijden vertegenwoordigd door ridderschappen. Everhard Saxo, graaf van Hamaland is een van de vroegst bekende edelen. Zijn kleinzoons waren voorouders van de latere graven en hertogen van Gelre. De edelden oefenden invloed uit op stads- en landsbestuur. Vanaf de 17e eeuw tot en met 1813 werden katholieken daarin buitengesloten.
Nog altijd is de adel zichtbaar in Gelderland door de vele landgoederen en buitenverblijven binnen de provinciegrenzen.  In het Ridderschap van Zutphen kon men bijvoorbeeld, lid worden als er een bewezen afstamming bestond van minstens vier adellijke kwartieren van vader- en moederszijde. Daarnaast moest men gereformeerd zijn en een havezate bezitten die minstens vierhonderd gulden jaarlijks opbracht. Een lid van een Gelders ridderschap mocht deelnemen aan de kwartiersvergadering. Samen met de stemgerechtigde steden vormden zij de Staten van de Kwartieren. De oorsprong hiervan ligt in het jaar 1543 toen Willem V van Kleef, de laatste zelfstandige hertog van Gelre, zich aan keizer Karel V onderwierp. Gelre werd een onderdeel van de Bourgondisch-Habsburgse Nederlanden. Als semi-officiële grondwet werd het Traktaat van Venlo uit 1543 ingesteld. Hierin werden de wederzijdse rechten en verplichtingen vastgelegd. Karel V beloofde dat de geldende stads-, land- en dijkrechten intact zouden blijven. Geen schatting zou worden opgelegd zonder toestemming van bannerheren, ridderschappen en steden. Als bijzondere toezegging was opgenomen dat een aantal ambten en functies alleen bekleed zouden worden door mensen uit het gewest zelf, vanwege hun kennis van taal en gewoonten. Zo werd het ingewikkelde Gelderse bestuurstelsel tot de vorming van de Bataafse Republiek in stand gehouden. Tijdens de Franse tijd in Nederland werden ridderschappen in het jaar 1795 opgeheven, maar koning Willem I stelde ze in 1814 opnieuw in als openbaar lichaam. Tegenwoordig heeft het ridderschap een louter symbolische waarde en zijn de toelatingseisen minder streng: Men moet Nederlander zijn;
meerderjarig en ingeschreven staan in de filiatieregisters van de Nederlandse adel; niet ontzet zijn uit enig recht volgens rechterlijke uitspraak, niet schuldig mag zijn aan gedragingen die een edelman onwaardig zijn.

### Bataafs Gemenebest
De Bataafse Republiek werd in 1801 vervangen door het Bataafs Gemenebest.

### Koninkrijk Holland
De Franse keizer Napoleon besloot in 1806 een eind te maken aan het Bataafs Gemenebest, omdat hij een sterk gezag wenste in de strategisch gelegen Nederlanden. Hij plaatste daarom zijn jongere broer Lodewijk Napoleon op de troon: door een familielid tot vorst te benoemen kon Napoleon toch invloed uitoefenen.
Onder koning Lodewijk Napoleon, van 1806 tot 1810, maakte Gelderland als departement deel uit van het Koninkrijk Holland. Dit was alleen het gedeelte ten noorden van de Rijn, het gebied onder de Rijn, met onder andere Venlo en Roermond werd bij de provincie Limburg ingedeeld.

## Koninkrijk der Nederlanden
Vanaf 1814 maakte Gelderland als provincie deel uit van de Verenigd Koninkrijk der Nederlanden en sinds 1830 van het Koninkrijk der Nederlanden.
De Provinciale Staten bestuurt de provincie vanuit het Provinciehuis te Arnhem, waarbij het dagelijks bestuur wordt gevormd door de Gedeputeerde Staten onder leiding van de commissaris van de Koning(in).

### Kleefse enclaves

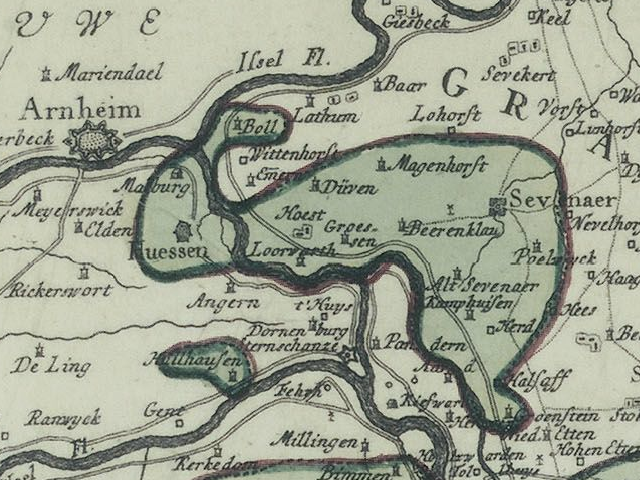
Scholtambt van Liemers

In 1816 en 1817 werd de provincie Gelderland uitgebreid met de "Kleefse enclaves". Hoewel dit geen enclaves waren in de ware zin van het woord, omdat zij altijd aan Kleef, later Pruisen, grensden, lagen zij toch als een soort schiereiland in Gelderland. Deze gebieden waren voorheen in handen van de hertogen van Kleef. In 1355 moest Reinoud, hertog van Gelre uit geldnood zijn Liemerse bezittingen en Emmerik verpandden aan zijn zwager Jan graaf van Kleef. Het pand nooit werd ingelost, waardoor de gebieden Kleefs bezit bleven tot de Franse tijd. Daardoor waren de Liemers met de gemeenten Zevenaar, Duiven, Huissen, Malburgen, Wehl en de dorpen Hulhuizen, Leuth, Kekerdom en Lobith met de Bylandse Waard en de Kijfwaard onderdeel geworden van het koninkrijk Pruisen. Huissen was altijd al Kleefs gebied geweest, hetgeen blijkt uit een akte uit het jaar 1336. Lobith was historisch gezien Kleefs grondgebied en werd in de verschillende verdragen in het begin van de 19e eeuw niet genoemd. De graaf Van den Bergh versperde voor Kleef de weg naar verdere gebiedsuitbreiding door Beek en de bezittingen in Didam van Kleef in pand te nemen De Bataafse revolutie van 1795 bracht een mogelijkheid om grenscorrecties door te voeren. Het ambt Liemers werd in 1806 bij het Groothertogdom Berg gevoegd. Twee jaar later werd Liemers bij het Koninkrijk Holland gevoegd. In 1813 waren de Fransen verslagen, en werd alles weer als "vanouds"" en werden Kleefse gebieden weer onder Pruisisch gezag geplaatst. Het Ambt Liemers werd daarentegen niet hersteld, maar opgesplitst in de Bürgermeistereyen Duiven en Zevenaar. Het Congres van Wenen normaliseerde de rijksgrens, waardoor de Pruisische soevereiniteit na tweeënhalf jaar ophield met bestaan. Op 1 juni 1816 werden de meeste gebieden aan het Koninkrijk der Nederlanden toegevoegd. De heerlijkheid Hulhuizen, Leuth, Millingen en Kekerdom volgden op 1 maart 1817. Nederland stond in ruil voor de enclaves de vesting Schenkenschans met het gebied tussen 's-Heerenberg en Emmerik af aan Pruisen.

### Het Apeldoorns Kanaal

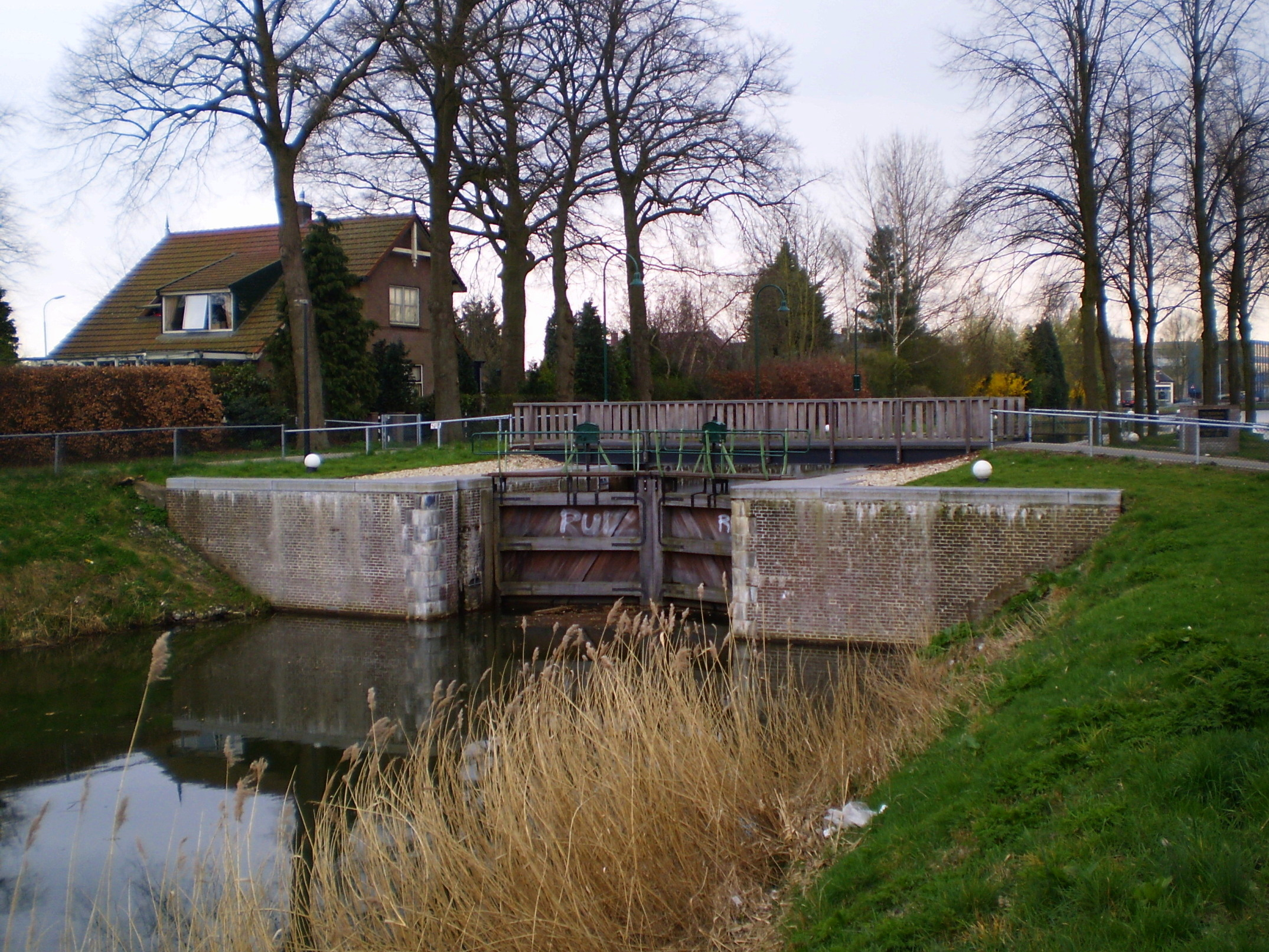
Apeldoornse Sluis in Apeldoorn met fietsbrug, gerenoveerd in 2007

Voorheen was slechts het beekje de Grift op de oostelijke Veluwe bevaarbaar. De eerste plannen ter verbetering van de bevaarbaarheid die in 1619 gemaakt werden, zijn nooit uitgevoerd. In de Franse tijd herleefden deze plannen maar bleef het bij een kostenberekening en opmetingen. Onder Willem I werd beslist dat er een vaarroute van Apeldoorn (met een kleine haven) naar de IJssel bij Hattem moest komen. Het grootse deel van de 300.000 gulden die het project zou gaan kosten betaalde de koning zelf. Er zou een nieuw kanaal gegraven worden dat parallel moest lopen met de Grift. Het kanaal zou een bodembreedte van 6,5 meter een waterspiegelbreedte van 11 meter, een diepte van 1,60 meter krijgen. Vijf sluizen zouden het hoogteverschil van 11 meter moeten overbruggen. Hendrik Jan Lijsen werd tot bouwmeester benoemd. In 1825 werd in Apeldoorn begonnen met graafwerkzaamheden, met de schop en kruiwagen. Op 13 april 1829 werd het kanaal geopend. Het vervoer van stukgoederen voldeed echter niet aan de verwachtingen. De exploitatie van het kanaal is nooit rendabel geweest, houten sluizen waren in onderhoud erg duur, de inkomsten waren te laag. In 1837 werd het beheer aan Rijkswaterstaat overgedaan die in 1843 tevens eigenaar ervan werd. In 1858 trok men het kanaal door naar Dieren in de hoop het rendabel te maken. Om het grote hoogteverschil met de IJssel te overbruggen moest men een drietrapssluis aanleggen. Pas op 1 december 1868 kon de nieuwe vaarweg geopend worden. Intussen waren de schepen groter geworden waardoor het kanaal vergroot moest worden. De vergroting vond in fasen plaats en kwam begin jaren 30 gereed. Rendabel was het kanaal nog altijd niet, sinds de aanleg van spoorwegen. In 1929 werd het honderdjarig bestaan uitbundig gevierd. Tijdens de Tweede Wereldoorlog werden alle bruggen vernield, waardoor het kanaal pas in 1946 weer bevaarbaar was. De industrie was in die tijd op het vrachtvervoer via autowegen overgestapt. Het gedeelte tussen Dieren en Apeldoorn kende nog een toename van 38%, waardoor men besloot 1954 het zuidelijk deel te verruimen en in Dieren een nieuwe sluis te bouwen. Verdere verruiming is nooit uitgevoerd ondanks grondaankopen, in 1972 werd dit deel gesloten. Slechts het gedeelte van Hattem naar de Berghuizer papierfabriek werd nog frequent bevaren, het kanaal aan moderne eisen verbreden en verruimen bleek te kostbaar. In 1982 werd dat deel gesloten.

### Eerste Wereldoorlog
Hoewel Nederland neutraal was tijdens de Eerste Wereldoorlog waren de gevolgen toch merkbaar in Gelderland wegens de vluchtelingenstromen die op gang kwamen van Duitsers, Britten en Russen zodat de oorlog langs de oostgrens soms heel tastbaar werd. Toen in de jaren 1914-1918 werd gevochten aan het Westfront verbleven ongeveer honderdduizend Belgische vluchtelingen op de Veluwe. In Oldebroek, later Nunspeet en Ede, werden daarvoor vluchtelingenkampen geopend. Daar werden vooral vluchtelingen opgevangen die overwegend uit de lagere sociale klasse afkomstig waren. Het merendeel verbleef echter bij particulieren of logementen. In Oldebroek en Harderwijk werden nog aparte kampen opgericht voor gevluchte Belgische militairen.

### Afsluiting Zuiderzee

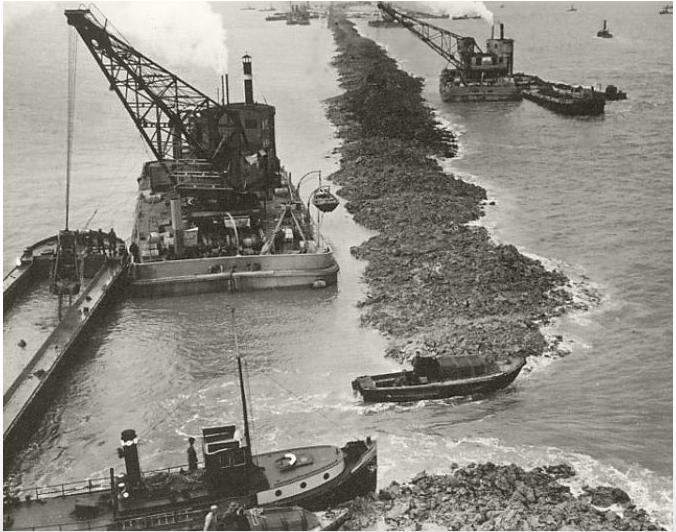
Het sluiten van het laatste gat

De Stormvloed van 1916 had grote gevolgen voor de toekomst van de Zuiderzee. Met name voor de steden Harderwijk en Elburg die grotendeels afhankelijk waren van de visserij. Cornelis Lely, voormalig Minister van Waterstaat, had aangedrongen om in te grijpen. Tijdens de troonrede van 1913 verklaarde Wilhelmina dat de tijd gekomen was om de Zuiderzee af te sluiten en droog te maken. Door de uitbraak van de Eerste Wereldoorlog moesten de plannen uitgesteld worden. Op 13 juni 1918 werd de Zuiderzeewet aangenomen. In Harderwijk waren ongeveer 158 vissersschepen ingeschreven, zo'n 10% van de 7.500 inwoners (die de stad destijds telde) waren werkzaam in de visserij. Grote voorvechter en drijvende kracht tegen de afsluiting was Eibert den Herder. Toen in 1925 de Zuiderzeesteunwet ontstond er enige vijandigheid, steun hield immers in dat de vissers hun hand moesten ophouden zonder schadevergoeding. Eibert schreef verschillende boeken en brochures. Zijn belangrijkste standpunten waren:
- De Afsluitdijk zal het nooit kunnen houden tegen de zware noordwesterstormen.
- Een eeuwenoude en veelbelovende bedrijfstak zal verdwijnen.
- Door de polders zal Nederland een landklimaat krijgen.
- De betekenis van de nieuwe landbouwgrond zal niet opwegen tegen het belang van de visserij.
- De kosten van de afsluiting en droogmaking zullen niet opwegen tegen inkomsten uit de polder.

Als antwoord op de regeringsfilm over de plannen liet hij voor ongeveer 10.000 gulden een contra film maken. De plannen gingen onverminderd door, op 28 mei 1932 werd de dijk afgesloten, waarmee het IJsselmeer een feit was. Den Herder richtte zijn pijlen nu tevergeefs op de inpoldering. De vissersvloot van Harderwijk was geslonken naar een aantal van vijf. Veel vissers waren overgestapt op het houden van eenden. Ook in Elburg veranderde er veel. Door het "zoet" worden van het IJsselmeerwater verdween vis als ansjovis en haring. Daarvoor in de plaats kwam de palingvangst, die halverwege 20e eeuw floreerde. Met de inpoldering van het IJsselmeer kwam daar een einde aan in 1956 toen ten behoeve van Oostelijk Flevoland de laatste doorgang naar open water werd gedicht. Veel vissers gingen werken in de knopenfabriek. Toerisme is tegenwoordig een voorname bron van inkomsten.

### Stormrampen

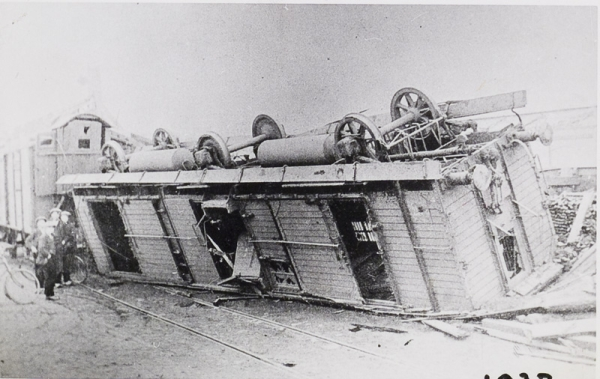
Neede 1927, de treinwagon werd twintig meter door de lucht geslingerd.

Waar het na de aanleg van de Afsluitdijk de Gelderse kust nu veilig gesteld was tegen de overlast van storm en overstromingen bleek in de jaren twintig het gevaar juist vanuit de lucht te komen. De Stormramp van 1925 bracht zeer grote schade toe in oostelijk Gelderland. Vanuit zuidwest naar noordoost over Brabant trokken tornado's over de Achterhoek. Het buiencomplex, (hoogstwaarschijnlijk een supercel, ooggetuigen spraken over een "hoge grijze zuil") trok een spoor van schade, soms enkele kilometers breed vanaf Grave, Heumen en Malden, Millingen a/d Rijn, Dijk bij Didam, Doetinchem, Ruurlo, Borculo en Neede en zo verder noordoostwaarts naar Twente. Van alle plaatsen werd Borculo het zwaarst getroffen. Daar was mogelijk spraken van een tornado (diameter van een tot twee kilometer) maar het zou ook een macroburst geweest kunnen zijn. Er vielen in totaal vier doden en tachtig gewonden. In Borculo bestaat nog altijd het Stormrampmuseum, dat aan het onderwerp is gewijd. Twee jaar later gevolgd door de Stormramp van 1927. In de namiddag en vroege avond van 10 augustus 1925 en de namiddag en vroege avond van 1 juni 1927. Een buiencomplex, met daarin een F4-tornado, trok een schadespoor van soms vierhonderd tot vijfhonderd meter breed vanaf Millingen aan de Rijn, Didam, Doetinchem, Lichtenvoorde, Beltrum en Neede en zo verder in de richting noordoosten. Deze storm was krachtiger dan de storm van 1927. Omdat de baan van deze tornado precies tussen woonplaatsen liep bleef de schade beperkt en raakte deze tornado in de vergetelheid, zij wordt daarom ook wel de "vergeten tornado" genoemd. Bijna net zo sterk bleek de tornado van 23 augustus 1950 die dat jaar over de Veluwe trok. Doordat deze over een dunbevolkt gebied raasde bleven de gevolgen beperkt tot schade aan huizen en bomen.

## Tweede Wereldoorlog

### Onderduikers in de Achterhoek

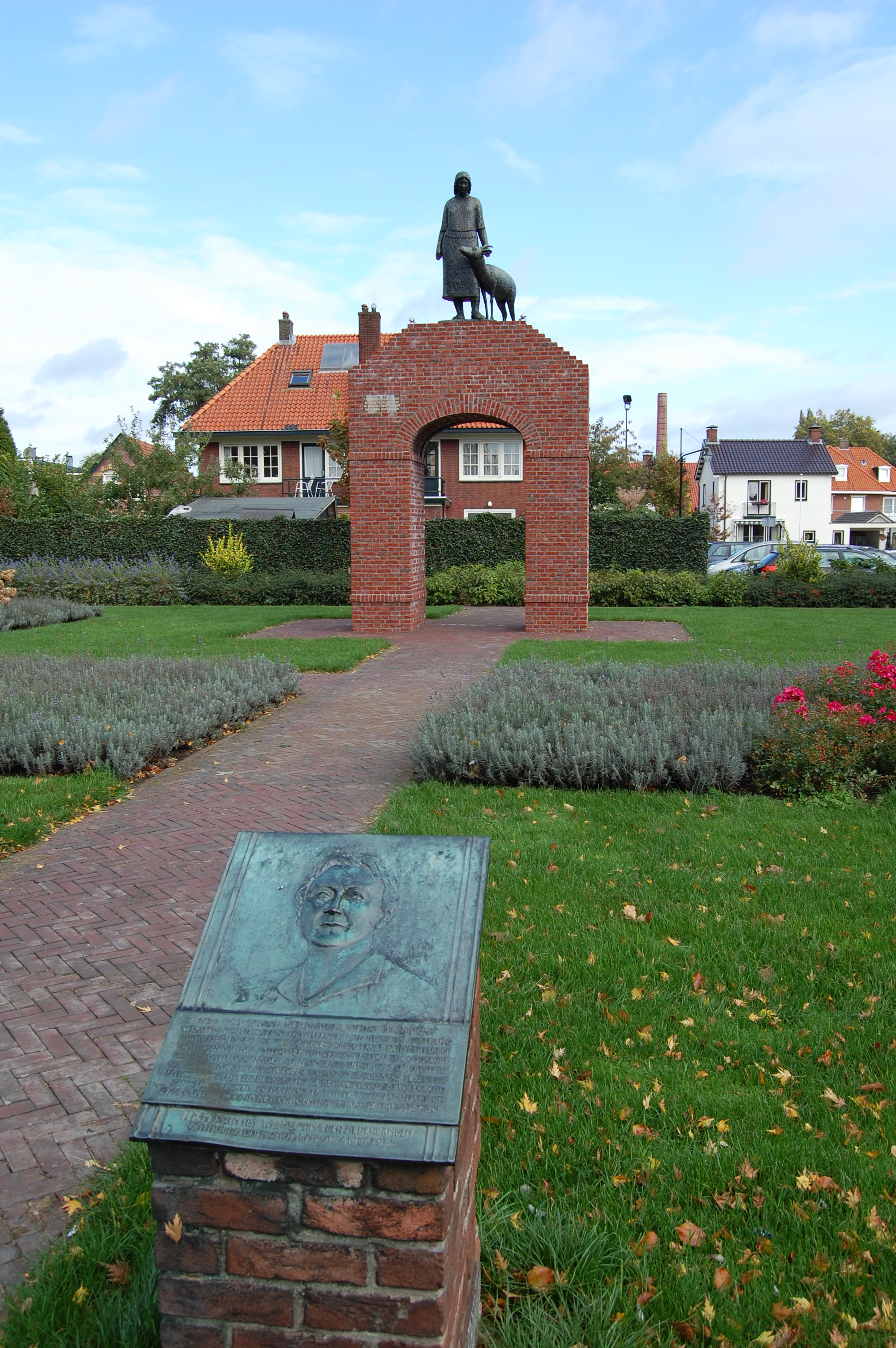
Monument voor Tante Riek te Winterswijk

De opvang van onderduikers werd vooral in de Achterhoek grootschalig uitgevoerd. Bijvoorbeeld in het dorp Aalten waren 2.500 onderduikers op 13.000 inwoners. Een sterk gemeenschapsgevoel, het zogenaamde "noaberschap" maar de kerken en de sterke geloofsovertuiging van de bewoners kunnen een rol hebben gespeeld. Predikanten en geestelijken riepen tijdens kerkdiensten om: "barmhartigheid en naastenliefde te betonen ten aanzien van hen die in direct levensgevaar verkeren".
In 1942 werd in Winterswijk de LO (Landelijke Organisatie voor Hulp aan Onderduikers), opgericht door Helena Kuipers-Rietberg. Dominee Frits Slomp trok door Nederland om geld, bonnen en onderduikplaatsen te regelen. Behalve joden werden ook onderduikers voor de arbeidsinzet geholpen. 

Heleen Kuipers-Rietberg (tante Riek) had contacten uit de Gereformeerde Vrouwenbond die het mogelijk maakten om een landelijk onderduikersnetwerk op te zetten. Het echtpaar Kuipers had een ontmoeting met Frits Slomp, een rondreizende dominee. Daardoor werd het mogelijk om buiten Winterswijk mensen over te halen om hulp te bieden aan onderduikers. Er werden daarna overal plaatselijke afdelingen opgericht. In het voorjaar van 1943 kwamen er nog tienduizenden onderduikers bij toen de bezetter gedemobiliseerde militairen terugriep in krijgsgevangenschap. De bezetter scherpte de distributie aan, waarop zij de LKP (Landelijke Knok Ploegen) oprichtten. Vanaf dat moment overvielen deze ploegen distributiekantoren om illegaal aan bonkaarten te komen. KP-Aalten onder leiding van Kees Ruizendaal en nadien vele andere verzetsgroepen sloten zich aan Echtgenoot Piet zorgden voor neergeschoten piloten, die hij samen met enkele zonen opving en daarna in veiligheid bracht. Op 18 augustus 1944 viel het doek voor het echtpaar in Arnhem. Een verraadster had de Sicherheitsdienst getipt. Uit de nazirapporten bleek later dat het godsgeloof haar grootste motief was om zich bezig te houden met het helpen van onderduikers. Het leverde haar uiteindelijk het predicaat "godsdienstwaanzinnige" op. Er werd nadien een briefje gevonden dat ze uit de trein had gegooid: "Lieve Piet en kinderen. Zitten in wagons te wachten op transport. Waarheen? We weten het niet. Wees Gode bevolen. Bidt voor elkaar. Je liefhebbende moeder." Ze belandde na dat transport in Ravensbrück waar ze besmet raakte met tyfus en eind december stierf.
Naast de vele onderduikers werden in de Achterhoek vanaf begin januari 1943 veel Scheveningse evacuees ondergebracht. In opdracht van de bezetter werd Scheveningen tot "sperrgebiet" verklaard. Gemeenten werden door de bezetter aangewezen om deze mensen op te vangen, de kerken werden hierin nauw betrokken. De grootste aantallen verbleven in Aalten en Winterswijk. De gevolgen van de evacuatie zijn tegenwoordig nog altijd merkbaar. Aalten en Scheveningen hebben nog altijd een sterke band. Zo waren bij de herdenking "50 jaar bevrijding" in 1995 zo'n vijfhonderd Scheveningers bij de feestelijkheden aanwezig.

### Bevrijding
Hoewel Operatie Market Garden mislukt was, lukte het wel op 20 september om Nijmegen en omgeving en een deel van de Betuwe te bevrijden tijdens de Waaloversteek. Na Market Garden lieten de Duitsers Arnhem en de dorpen langs de Rijn ontruimen tijdens de Evacuatie van Arnhem. Er moesten 180.000 mensen elders onderdak zoeken. Op 2 december werd de Betuwe onder water gezet. Daardoor moesten nog eens 60.000 mensen vluchten. Doordat de opmars naar het noorden was gestremd, ontstonden grote logistieke problemen wat met name in het westen van Nederland de Hongerwinter zou brengen. Het zou tot 7 maart 1945 duren, voordat de geallieerden hun offensief konden doorzetten.
De geallieerden trokken begin maart via Duitsland door het smalle gebied tussen Maas en Rijn naar Kleef en het Reichswald. Ter ondersteuning voerden de geallieerden zware bombardementen uit op Kleef, Wesel en Dinslaken; er vielen duizenden doden en sommige dorpen werden volledig verwoest. Na de inname van Wesel op 25 maart konden geallieerden de Rijn over en de Achterhoek bevrijden. Op 28 maart werd Megchelen bevrijd. Eind maart 1945 kondigde de naderende frontlinie en de bevrijding zich aan door flarden krantenpapier die kwamen aanwaaien in buurtschap Miste. Duits krantenpapier, volgens ooggetuige Anna Wiggers, afkomstig uit het door de tanks en infanterie van de Britse 53ste Welsh division gebombardeerde Bocholt. Op 30 maart werden Gendringen, Varsseveld en Aalten door Britten en Canadezen bevrijd. Na de bevrijding door de Canadezen eind maart 1945 en de opname in de Binnenlandse Strijdkrachten meldden veel voormalige ondergrondse strijders zich als vrijwilliger aan voor het op 15 april te Aalten geformeerde Dutch National Battalion. Ze ondersteunden de geallieerde troepen bij de bevrijding van de Veluwe en omstreken. Dinxperlo bleek een belangrijke doorgang naar het noorden en werd zwaar onder vuur genomen met 37.000 granaten, 85 geallieerden sneuvelden. Het historisch centrum werd verwoest. Duitse elite-eenheden boden zwaar verzet. Op 31 maart werd Dinxperlo bevrijd, Winterswijk en Groenlo door Britse militairen uit Ierland en Engeland van de Guards Armoured Division. Voordat Winterswijk bevrijd kon worden, volgde nog een treffen tussen geallieerden en Duitse soldaten tijdens de Tankslag in het Woold. Intussen werden Doesburg en Doetinchem zwaar gebombardeerd, waardoor vooral Doetinchem zwaar getroffen werd door de geallieerde bombardementen op 19, 21 en 23 maart. Er vielen daarbij 180 doden en de historische binnenstad werd verwoest.
Op 1 april werden 's-Heerenberg, Terborg, Borculo en Eibergen bevrijd, op 2 april Doetinchem, Hummelo en Hengelo. Vervolgens Lochem, Vorden, Ruurlo en Zevenaar op 3 april. Intussen werd zwaar gevochten in Zutphen. Vanaf 2 april werd de stad onophoudelijk bestookt, net als in de voorgaande plaatsen boden de Duitsers ook in Zutphen hardnekkig verzet. Op 6 april bliezen terugtrekkende Duitsers de Larebrug op. De laatsten die nog verzet boden, waren Hitlerjugend en Nederlandse S.S.'ers. Op zaterdag ondervonden geallieerden hinder van scherpschutters. In de avond werd een krijgsgevangene gemaakt die verklaarde dat de meeste Duitse verdedigers 's nachts via de rivier waren teruggetrokken. Op 8 april was Zutphen bevrijd. Op 14 april werd Arnhem bevrijd. De Canadezen dachten dat er nog veel Duitse soldaten in de stad waren. De wijk Geitenkamp werd zwaar gebombardeerd op 12 en 13 april waarbij veel slachtoffers vielen; deze gebeurtenis staat bekend als de "Slag om de Geitenkamp". De wijk werd bevolkt door dwangarbeiders en ook NSB-gezinnen die hun intrek hadden genomen in de verlaten woningen. In 2011 werd dit voor het eerst herdacht, op 24 november 2012 werd een monument opgericht. Doesburg werd op 16 april bevrijd, terwijl een dag voor de bevrijding op 15 april de toren van de Grote of Martinikerk door de bezetter was opgeblazen.) Eerder al, op vrijdag 13 april hadden de Canadezen Twello bereikt en waren op weg naar Teuge. Bij de Deventerbrug werd weerstand geboden, waardoor aan geallieerde kant twee doden vielen en twee tanks verloren gingen. De Canadezen dachten dat Apeldoorn zwaar verdedigd werd door de Duitsers, maar in werkelijkheid waren deze bezig met de terugtocht. De Engelsen waren bezig met de opmars naar Arnhem. In Apeldoorn wisten de verzetsmannen Gijs Numan en Albert van de Scheur zware beschietingen op Apeldoorn te voorkomen door 's nachts via het sluisje aan de Vlijtseweg het kanaal over te steken en de geallieerden daarvan op de hoogte te brengen. De Canadese commandant was (net als de troepen in Arnhem) overtuigd dat drieduizend Duitse soldaten binnen Apeldoorn waren. Numan moest gevangengenomen Duitsers opbrengen om de commandant te overtuigen. Daarna trokken honderd Canadezen met sokken over hun laarzen 's nachts Apeldoorn in om te constateren dat de Duitsers inderdaad weg waren. Bij zonsopgang trokken de geallieerden Apeldoorn binnen. Op 17 april 2000 werd bij het sluisje een monument onthuld.
In Wageningen vonden op 4 en 5 mei onderhandelingen plaats tussen generaal Foulkes en  generaal Blaskowitz over gedragsdiscipline voor Duitse soldaten na de capitulatie, op de eerste dag in boerderij de Nude en op de tweede dag in hotel De Wereld in Wageningen. Die dag was ook prins Bernhard aanwezig. De gebeurtenis wordt jaarlijks herdacht in de vorm van het Bevrijdingsdefilé.

## Wederopbouw

### De IJssellinie

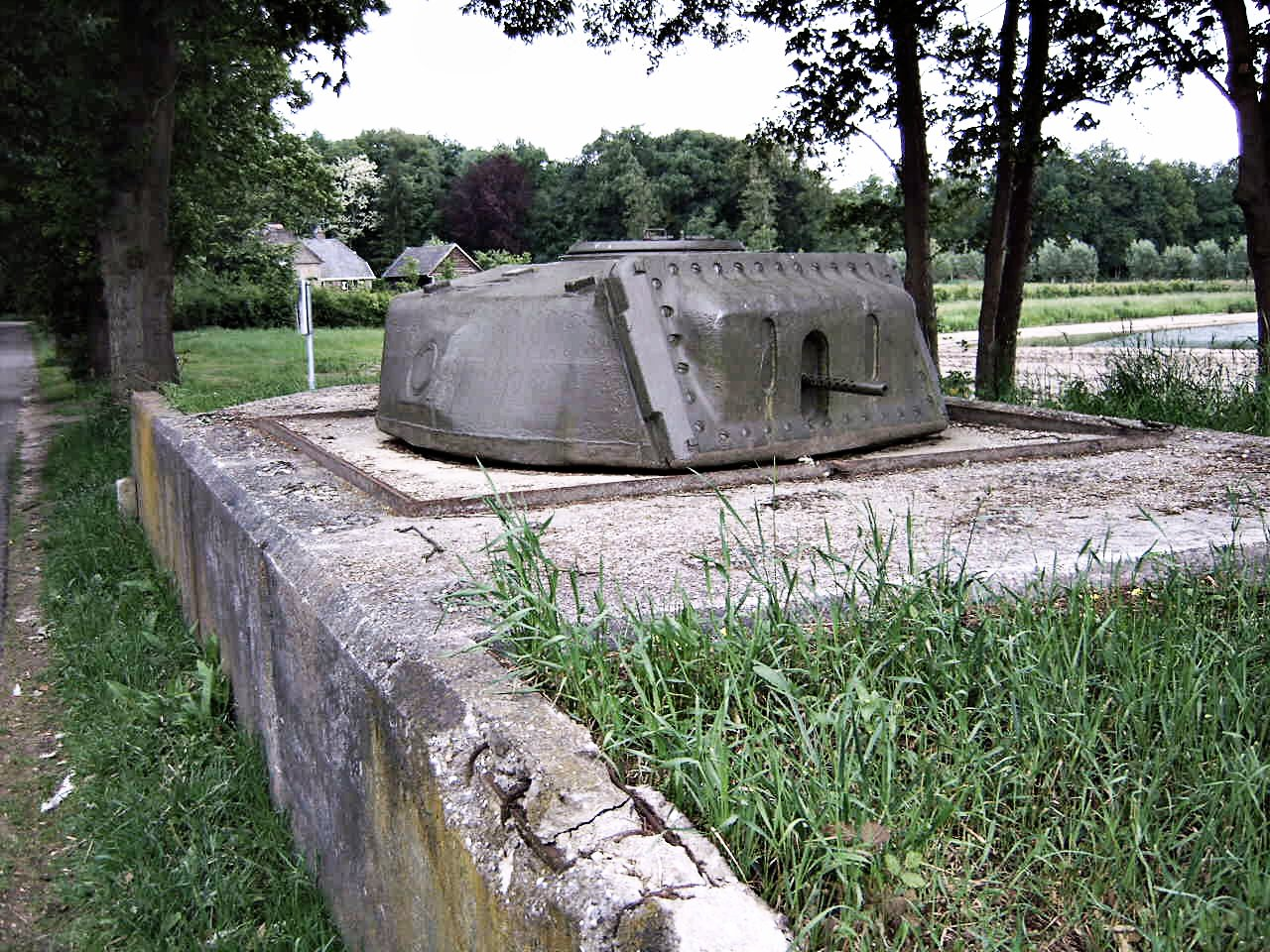
RAM-tank in beton ingegoten (recente reconstructie, even ten zuiden van Olst)

Na de Tweede Wereldoorlog was er een groot wantrouwen tussen de wereldmachten ontstaan, de zogenaamde Koude Oorlog. Hierop werd het Noord-Atlantisch Verdrag gesloten. Volgens een van de artikelen daarin zou een aanval op een van de lidstaten als een aanval op alle deelnemende landen worden beschouwd. Kort daarna werd de NAVO opgericht. Van de lidstaten werd verwacht een redelijke defensie op te bouwen. Nederland was daar niet toe in staat omdat het midden in de wederopbouw zat. Besloten werd om een waterlinie op te zetten. Deze linie zou de Russen moeten stoppen of vertragen. Een honderdtwintig kilometer lange linie werd aangelegd tussen Nijmegen en Kampen. De linie moest een tien kilometer brede inundatie kunnen verzorgen. Kapitein J.C.E. Haex kreeg het bevel de plannen uit te werken. Vanaf 1951 werd begonnen met de werkzaamheden. De stuwen werden omringd met ongeveer zestig verdedigingswerken. Landhoofden werden voorzien van kazematten die permanent bemand waren. Er werden in inundatiegebieden betonnen geschutskoepels geplaatst waarin ontmantelde Shermantanks werden gegoten. Ook werd een ondergronds hospitaal gebouwd die plaats bood voor zesendertig gewonden. Een bomvrije commandobunker, waarvan op twee meter diepte, telefoonkabels liepen naar alle kazematten en bunkers. Het "Light Anti Aircraft Control Centre" zuidelijk van Welsum was een vermomde bunker die eruitzag als een boerenschuur. In Olst werd midden in de lijn tussen twee kerktorens (waarvan verwacht werd dat het een aanvliegroute zou zijn) een luchtdoelterp aangelegd. Op de terp werden drie opstelplaatsen voor luchtafweergeschut gebouwd. In de jaren zestig werd na de vorming van de Bundeswehr de primaire verdedigingslinie naar het oosten verlegd waardoor de IJssellinie haar functie verloor. In 1964 werd de linie opgeheven en werden diverse delen ervan ontmanteld. De linie is nooit in gebruik geweest, tot 1990 was het een groot geheim.

### Komst Molukkers
In 1951 brachten elf boten de KNIL militairen met hun gezinnen in Nederland. Naast de KNIL militairen waren er ook een klein aantal burgers, personeel van de Koninklijke Marine en politiepersoneel van de deelstaat Oost-Indonesië meegekomen. In Indonesië waren politieke problemen ontstaan die voortkwamen na de soevereiniteitsoverdracht en het opheffen van het Koninklijk Nederlandsch-Indisch Leger. Totaal ging het om ongeveer 12.500 personen, waarvan 20% in Gelderland werden geplaatst. De overkomst was bedoeld als tijdelijke (maximaal zes maanden) oplossing. De aankomst in Nederland was voor de KNIL-militairen een teleurstelling. De KNIL-militairen zouden tijdelijk de status van militair in dienst van de Koninklijke Landmacht (KL) hebben, maar zij werden kort na hun aankomst in Nederland uit de militaire dienst ontslagen. Protesten en een rechtszaak tegen de Staat der Nederlanden waren tevergeefs.
Opvangplaatsen in Gelderland waren: Elburg waar de Zwaluwenburg de aangewezen locatie was, van 1951 tot 1956 woonden in het landhuis gemiddeld ongeveer acht gezinnen. In Vaassen was het kamp Berkenoord, de plaats waar nu de wijk Berkenoord is. In Teuge (Voorst) werden bijna vijfhonderd Molukkers in twee militaire kampen ondergebracht. Er werd daar nog een klein houten kerkje bijgebouwd. Op de Grote Wetering mochten de nieuwkomers groente verbouwen. Bij de landhuizen Biezen (tot halverwege de jaren in gebruik genomen) en De Schaffelaar in Barneveld werden barakken gebouwd voor de opvang. In 2011 werd daar nog een herdenking van oud bewoners gehouden. In Tiel waren twee locaties. Het woonoord Schutsluizen (in de volksmond "Ambonezenkamp”) was een uit acht barakken samengesteld kamp dat als huisvesting was gebouwd voor arbeiders die aan de wederopbouw werkten. Daarnaast was aanwezig een kerkje. EHBO post en een beheerdersgebouw. De Elzenpasch was een landgoed en villa, maar ook in de barak die achter de villa geplaatst was, die oorspronkelijk gebouwd werd als opslagruimte. In 1961 werden de gezinnen naar het huidige Tiel-West verhuisd, wat later bekend zou gaan staan als de "Molukse wijk".  In Ederveen waren sinds 1956 negentien gezinnen gehuisvest. Die huisvesting bestond uit een aantal barakken die achter het kasteel waren gebouwd en ongeveer twaalf jaar in gebruik werden genomen. In Winterswijk werden de geëvacueerde Scheveningers afgelost door de Molukkers. Zij werden in het Kamp Vosseveld een voormalige gebouw van de Nederlandse Arbeidsdienst gehuisvest, waar enkele jaren eerder nog NSB'ers gevangen werden gehouden. Maar ook: Culemborg, Overbroek (Echteld), Lingebrug (Kesteren), De Haar (Randwijk), Bruinhorst, Golflinks (Arnhem), Onderlangs (Arnhem), Snodenhoek (Elst), Klein Baal (Bemmel), De Hogehorst (Groesbeek) en De Kemp (Wehl) nam Molukkers op. In alle gevallen was de opvang sober en primitief, veelal moesten complete gezinnen een kamer delen. Werd het zoeken naar werk ontmoedigd en kreeg men een klein zakgeld.

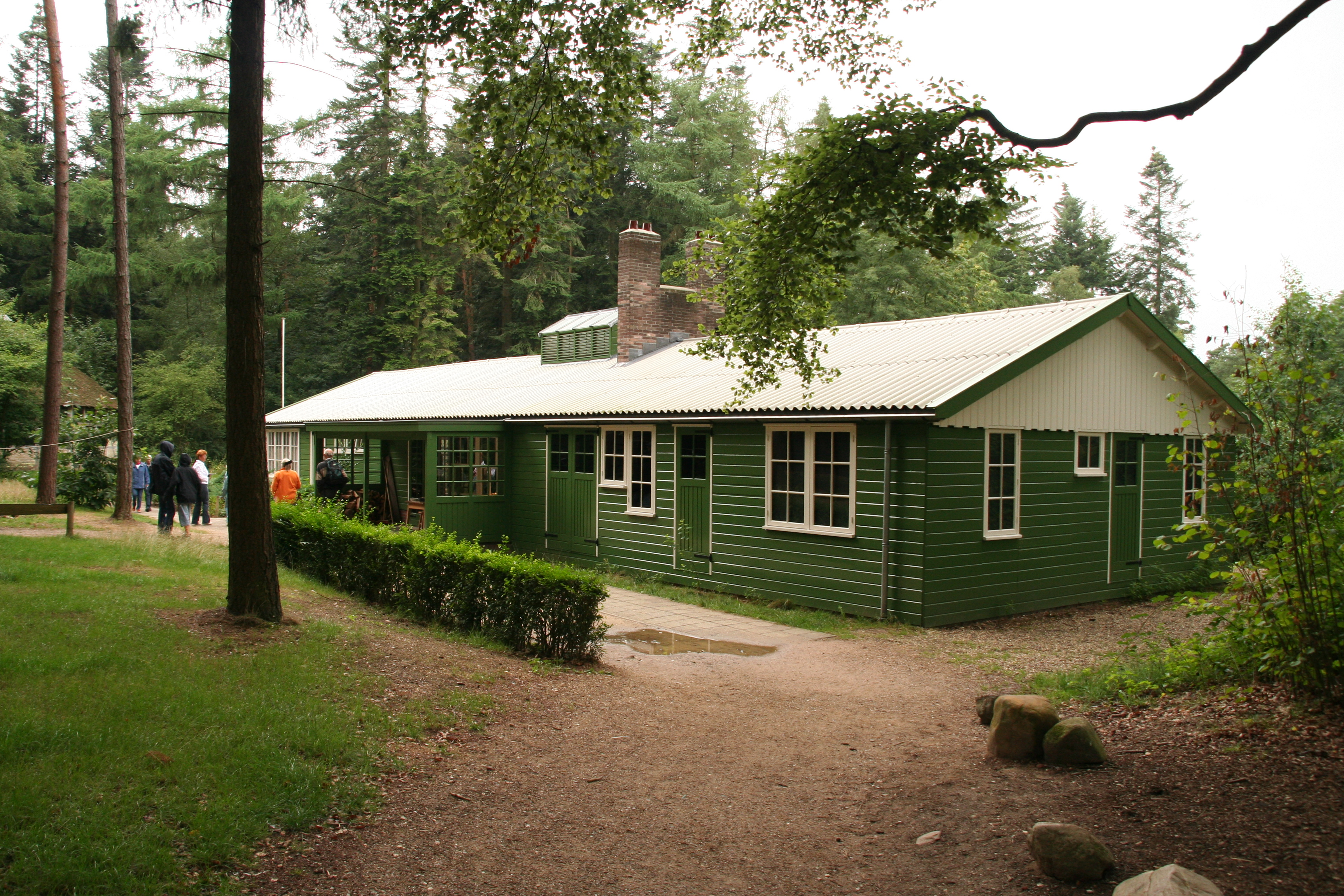
Molukse woonbarak in het Openluchtmuseum te Arnhem. De barak is afkomstig uit een woonoord bij Lage Mierde

De Molukkers werden over heel Gelderland (en de rest van Nederland) verspreid, om in kloosters, landhuizen, vakantieoorden en voormalige Duitse kampen ondergebracht te worden, afgescheiden van de Nederlandse samenleving. Het werd snel duidelijk dat een snelle terugkeer niet mogelijk zou zijn, waardoor sinds 1956 het overheidsbeleid van opvang naar integratie verschoof. Er werd daarom in 1956 zelfzorg ingesteld en nieuwe woonwijken voor Molukkers aangewezen. De Molukkers moesten zichzelf in hun eigen onderhoud gaan voorzien, alleen als dat niet zo lukken zouden zij nog steun van de overheid ontvangen. Er waren felle vergeefse protesten tegen de bedachte regeling.
De tweede generatie volgde het gedachtegoed van de Tamaelabeweging binnen de RMS waarvan sommige jongeren radicaliseerden. Isaac Julius Tamaëla had zichzelf uitgeroepen tot president in ballingschap nadat Chris Soumokil op 12 april 1966 door Indonesië geëxecuteerd was. De groep in Vaassen ondernam trainingen in de bossen van Vaassen als commando's met de overtuiging terug te keren naar de Molukken. In maart 1975 werd een Gijzelingspoging Juliana beraamd door twee jongens uit Elst en Lunteren. Kamp Berkenoord te Vaassen werd op 14 oktober 1976 ontruimd wegens protesten tegen de herhuisvesting. Vijfhonderd gewapende en gehelmde agenten en vijftien pantserwagens werden daarbij ingezet. Met bulldozers werden de barakken gesloopt. De acties lieten diepe wonden achter in de Nederlandse en de Molukse samenleving. Begin jaren tachtig vinden er  onderhandelingen plaats tussen de overheid en de Badan Persatuan (BP), een Molukse belangenorganisatie. In 1989 wordt dan een "Gezamenlijke verklaring" opgesteld die werd ondertekend door premier Lubbers en dominee Metiarij. 
De leden van de eerste generatie Molukkers in Nederland kregen vanaf 1986 een Rietkerk-uitkering een jaarlijkse uitkering van 2000 gulden. Ook werd een onderscheiding ingesteld. Werkloosheid, drugsgebruik en huisvestingsproblematiek zou worden aangepakt. Daarnaast zou er een Moluks Historisch Museum komen.
In het Nederlands Openluchtmuseum werd in 2004 een originele barak afkomstig uit Lage Mierde geplaatst. De barak geeft een indruk hoe primitief de opvang in die tijd was. Een gezin moest bij elkaar in een kamertje leven en was voor sanitair en koken aangewezen op gemeenschappelijke voorzieningen. De barak was oorspronkelijk de beheerderswoning en centrale keuken. De Molukkers mochten de eerste jaren niet zelf (Indisch) koken waardoor men Nederlands moest eten. In Gelderland werden op enkele plaatsen monumenten ter herinnering opgericht. Aan de Woestijnweg in Vaassen werd een bronzen beeldengroep geplaatst. Aan de IJsselkade van Doesburg staat een gedenkteken. In 1990 werd aan de Velperweg 147 te Arnhem het KNIL monument geopend door prins Bernhard. Aan de Fazantstraat in Opheusden werd in 2013 een kunstwerk in de vorm van een gesloten reiskist en een koffer geplaatst.

### Kerncentrale Dodewaard

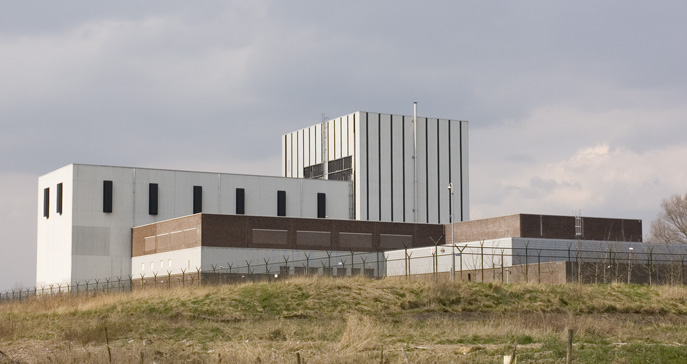
De centrale in 2007, gezien vanaf de rivieroever

Na de wederopbouw werd ook in Nederland (samen met Noorwegen) onderzoek gedaan naar de ontwikkeling van kernenergie. Daarnaast was Nederland deelnemer bij het project van de kweekreactor Kalkar. In 1955 werden plannen ontwikkeld over de bouw van een kerncentrale in Nederland. Dodewaard werd daarvoor als locatie gekozen omdat er een station van het landelijke elektriciteitskoppelnet aanwezig was en de landelijke ligging aan een rivier. Die ligging aan een rivier was noodzakelijk als waarborg voor aanvoer van voldoende koelwater. In het bijzijn van koningin Juliana werd de centrale met een vermogen van bijna 60 megawatt (voldoende om een stad als Arnhem van stroom te voorzien) op 26 maart 1969 in gebruik genomen. Vanaf eind jaren zeventig groeide het verzet rondom de omstreden energiewinning door de Antikernenergiebeweging. In september 1981 werd de centrale door tienduizenden demonstranten geblokkeerd. De politie had de Piersonrellen in de Piersonstraat te Nijmegen nog vers in het geheugen en koos voor de harde aanpak. De blokkade ontaardde in een veldslag met de politie. Er werden meer blokkades georganiseerd door de actievoerders en gerechtelijke procedures gestart. Ook een grote demonstratie in Arnhem door veertigduizend demonstranten bleek een sluiting niet bespreekbaar te maken. In 1986, na de Kernramp van Tsjernobyl, kregen de protesten gehoor. Op 26 maart 1997 werd met de elektriciteitsproductie gestopt.

### Popmuziek in de streektaal

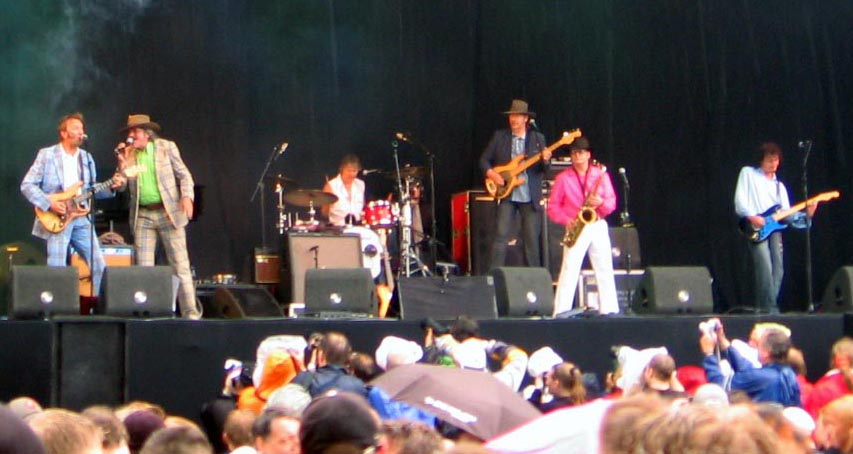
Normaal treedt op in Den Haag op 25 juni 2006.

Een langharige en bont geklede Bennie Jolink verlaat de Achterhoek midden jaren zestig, om te gaan studeren in Enschede en in Amsterdam. Na een jaar in Amsterdam keert Jolink gedesillusioneerd terug en begint met het schijven van liedjes, eerst alleen, later met aanvullende bandleden, dat het begin van Normaal markeert. Als zij in 1975 een muziekfestival in Lochem mogen openen hoort het publiek iets dat daarvoor ongekend bleek. Ruige en primitieve muziek, gezongen in onvervalst Achterhoeks. Door teksten zoals "'k Bun moar een eenvoudige boerenlul en doar schaam ik mien niet veur" ontstond een regionaal zelfbewustzijn. 
Kort daarna in 1977 breken ze door met hun eerste hit Oerend Hard. In die tijd was Nederlandstalig voorbehouden aan het levenslied, alle populaire muziek "moest" in het Engels gezongen worden. De band Normaal weet hiermee het Achterhoekse zelfbewustzijn aan te wakkeren en nieuwe woorden in de streektaal te introduceren met begrippen als: høken (ruig doen) en  brekken, daldeejen en angoan (lol maken). Er ontstaat een nieuw soort muziekgenre, ook wel dialectpop genoemd. De daarop volgende jaren zou het genre landelijke navolging krijgen door een toename van dialectgroepen en -zangers. Niet alleen pop- of rockmuziek maar in allerlei stijlen werden door toenemende artiesten in de streektaal uitgevoerd, het cultuurverschijnsel streektaal- en dialectmuziek was hiermee een feit. In 2009 bleek dat aantal artiesten dat in een Nederlands dialect zingt sterk toegenomen was, volgens een beheerder van een registrerende website gaat het om ruim vierduizend artiesten. De zelfbewustzijn van de streektaal blijkt nog altijd toenemende.
Onder andere: Puur Gelderse Sound, een georganiseerde talentenjacht in de streektaal, de Zwarte Cross een muziek- en motorcross festival met veel aandacht voor tradities en streektaal, de internetzender Alles Plat! een samenwerking met RTV Oost, RTV Noord, RTV Drenthe en Omroep Gelderland met muziek in de streektaal.
Bands als Jovink en de Voederbietels, Boh Foi Toch, Goed Goan, Kènneh weten de belangstelling voor de streektaal bij het grote publiek hoog te houden.

## Overig
Historicus René Arendsen en Bas Steman van de tv-serie Ridders van Gelre (Omroep Gelderland) en striptekenaar Danker Jan Oreel brachten een stripboek uit over de geschiedenis van Gelre. Het stripboek is een uitgave van Stichting Cultuur- en ErfgoedLab werd gratis verspreid onder alle scholen binnen het gebied van voormalig Gelre. Voor het Duitse deel werd een vertaling uitgebracht in de Duitse taal.